# Biserica romano-catolică din Joseni
Biserica romano-catolică din Joseni este un ansamblu de monumente istorice aflat pe teritoriul satului Joseni, comuna Joseni, județul Harghita. Figurează pe lista monumentelor istorice  cod LMI HR-II-a-B-12849.
Ansamblul este format din două monumente:
- Biserica romano-catolică (cod LMI HR-II-m-B-12849.01)
- Casa parohială           (cod LMI HR-II-m-B-12849.02)

## Localitatea
Joseni mai demult Alfalău, (în maghiară Gyergyóalfalu, colocvial Alfalu, în trad. "Satul de Jos", "Joseni", germană Untersdorf) este satul de reședință al comunei cu același nume din județul Harghita, Transilvania, România. Se află în partea de vest a județului, în Depresiunea Giurgeu. Prima mențiune documentară este din anul 1567. Sat catolic pur în Evul Mediu, a rămas la fel până în zilele noastre.

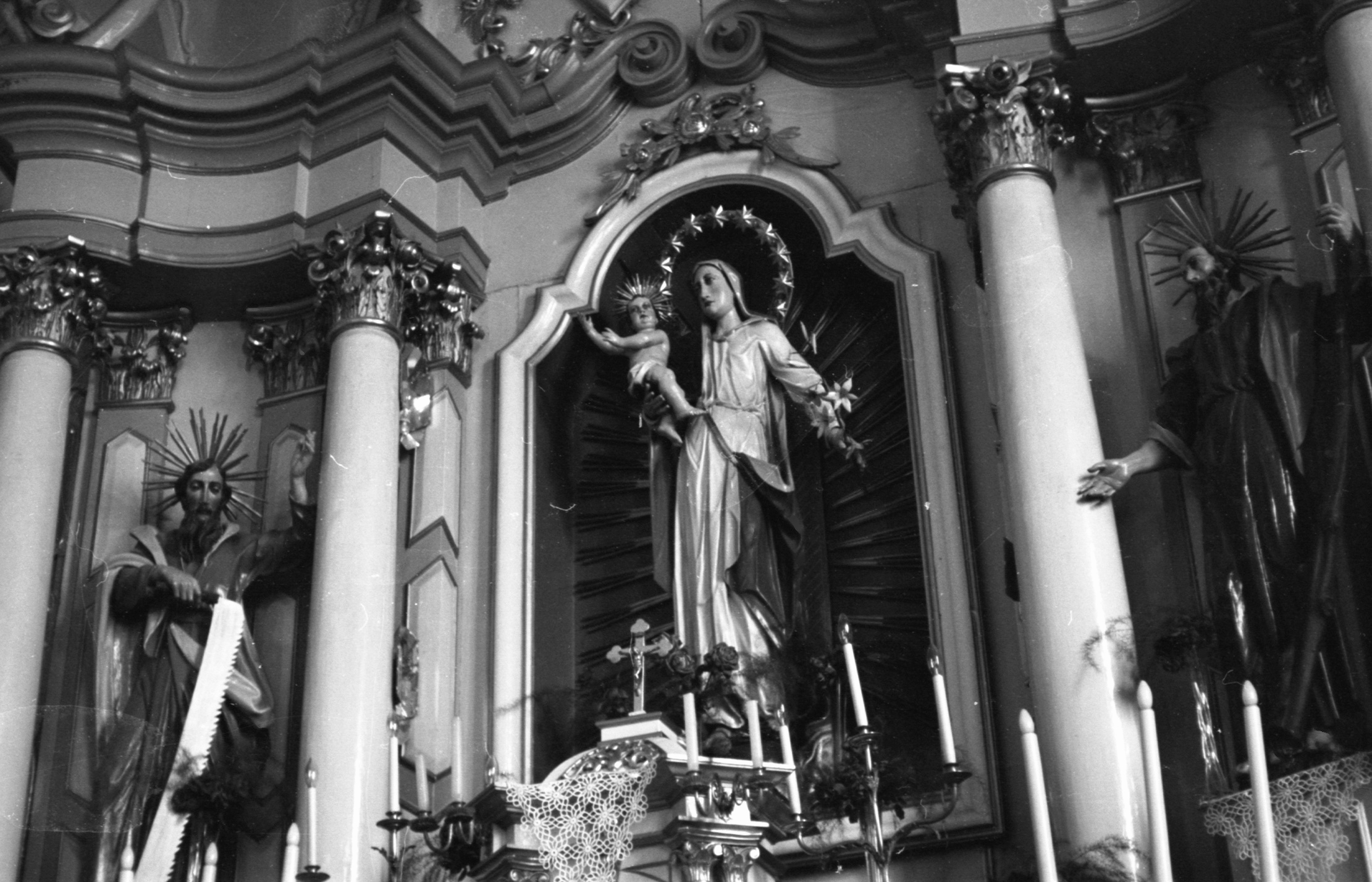
Altarul principal (detaliu)

## Biserica
Este cea mai veche biserică din Depresiunea Giurgeu. Conform înscripției de pe turn a fost construită în anul 1213 în stil romanic, în cinstea sfinților Simeon, Iuda Tadeul și a Sfintei Mucenițe Margareta. Păstrează un valoros portal din piatră, semicircular, specific stilului romanic. Reconstruirea în stil gotic s-a făcut în a doua parte a secolului al XV-lea, păstrând etajele inferioare și poarta turnului, acesta fiind doar înălțat. Biserica avea și un clopot, cu inscripție, datat 1537, care a fost rechiziționat în Primul Război Mondial. Reconstruirea în stil baroc s-a făcut între anii 1766 și 1773, când naosul și sanctuarul bisericii sunt complet refăcute. Altarul principal este construit în stil baroc în anul 1773, tabloul altarului o reprezintă pe Sfânta Muceniță Margareta. Orga Rieger a fost fabricată la Viena în anul 1930.
Monumentul eroilor a fost ridicat de Composesorat în anul 1943 în memoria celor 266 eroi căzuți în Primul Război Mondial și a celor 90 de eroi căzuți în Al Doilea Război Mondial.

## Vezi și
- Joseni, Harghita

## Imagini

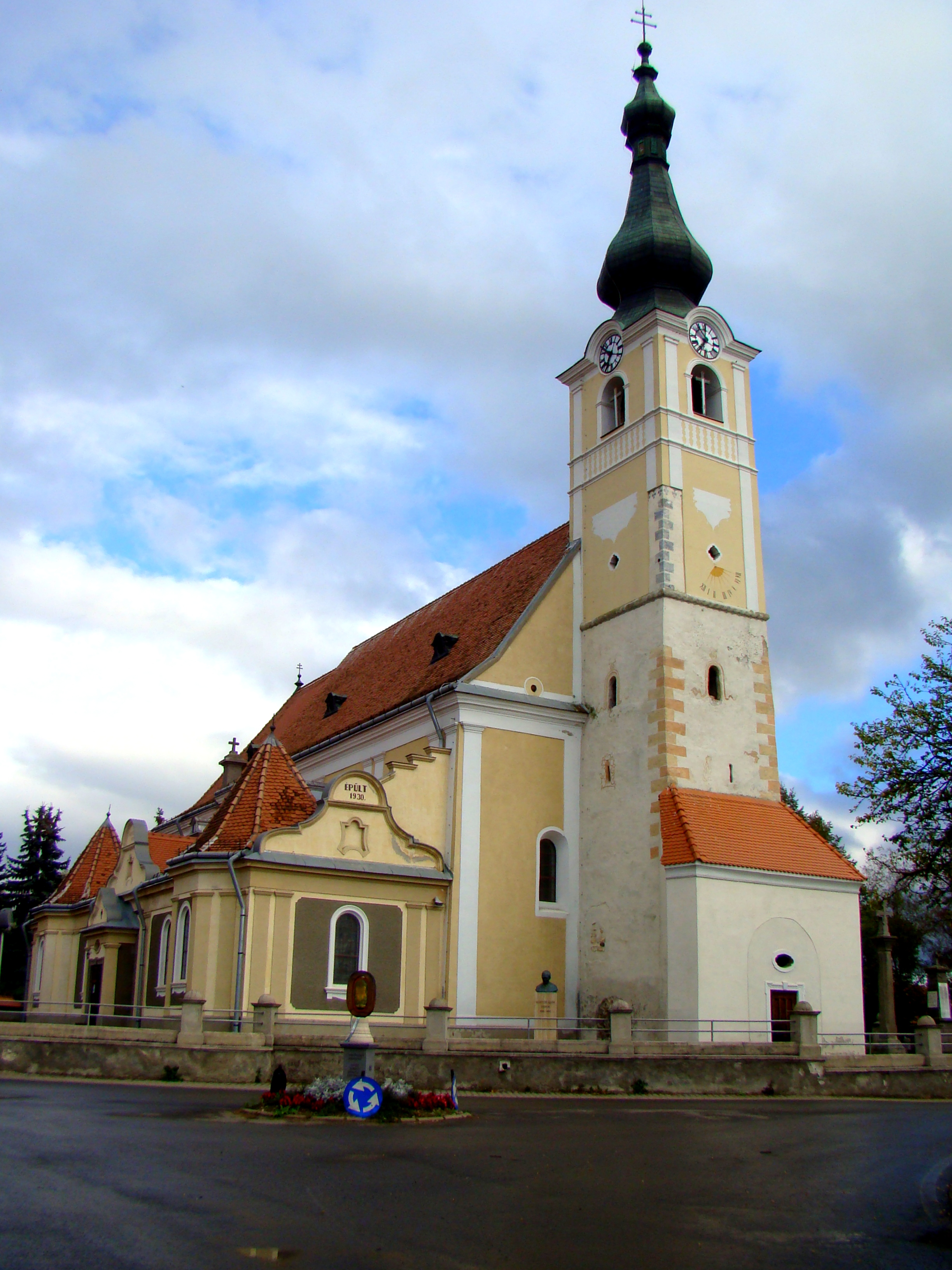
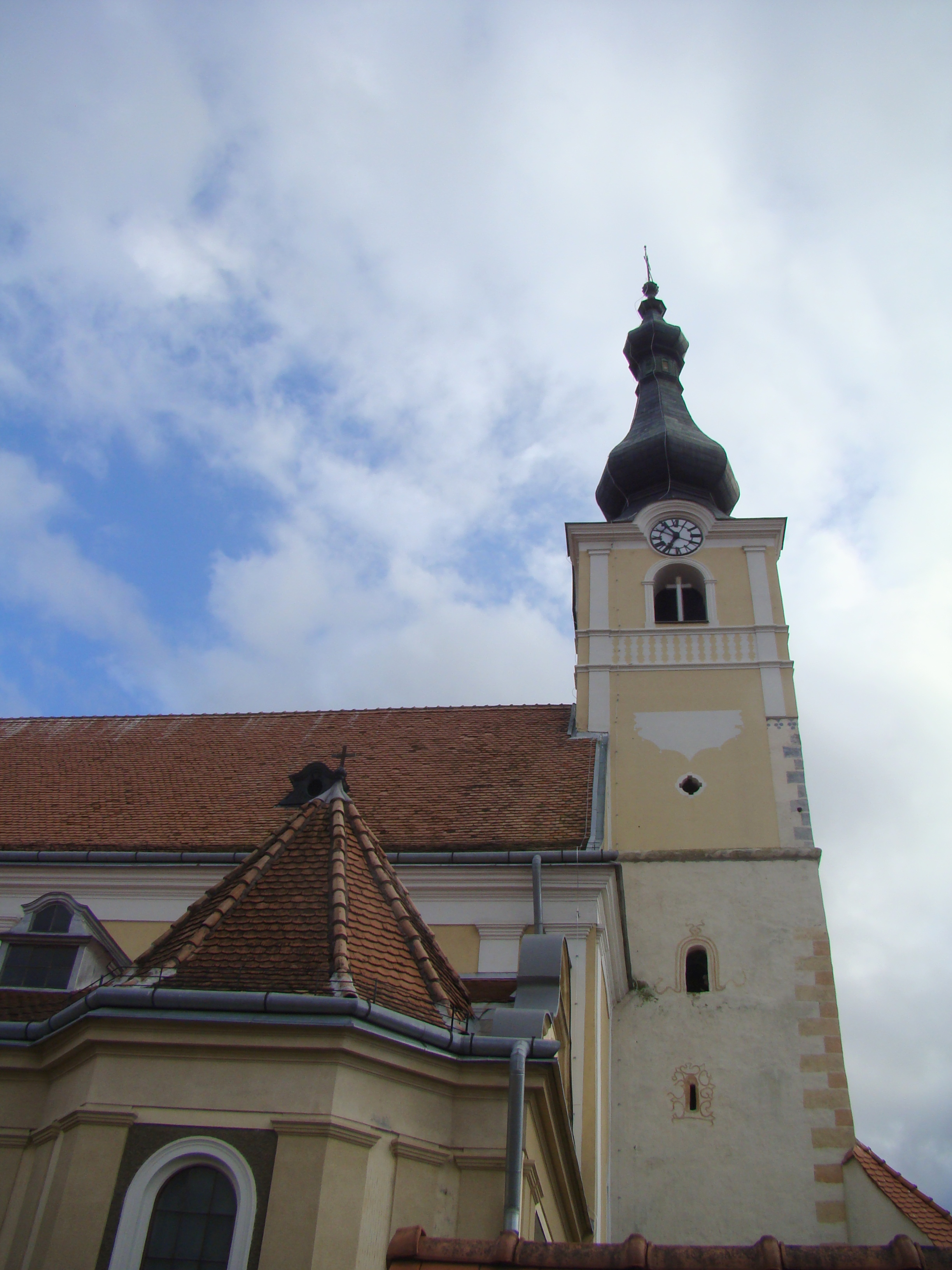
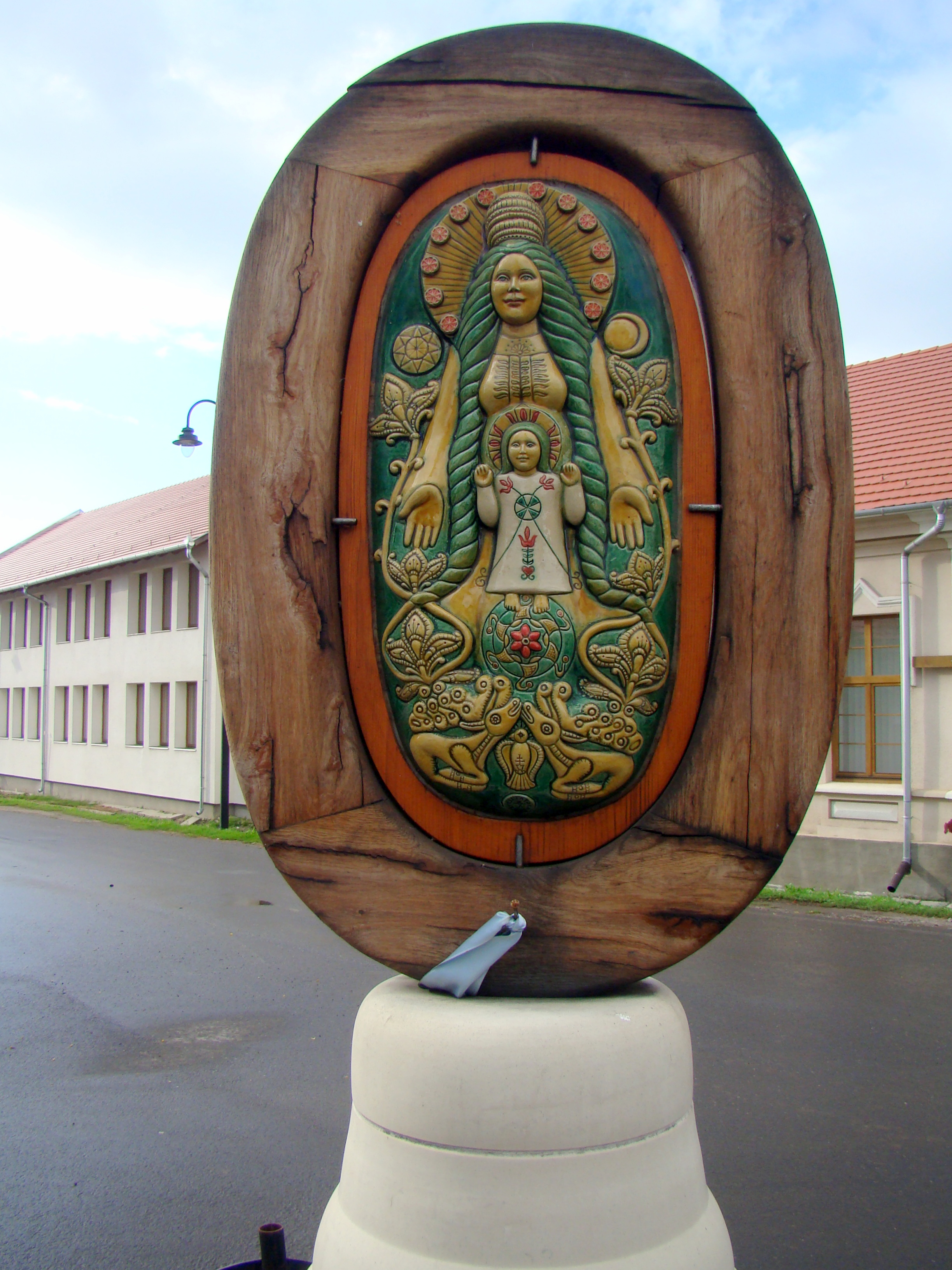
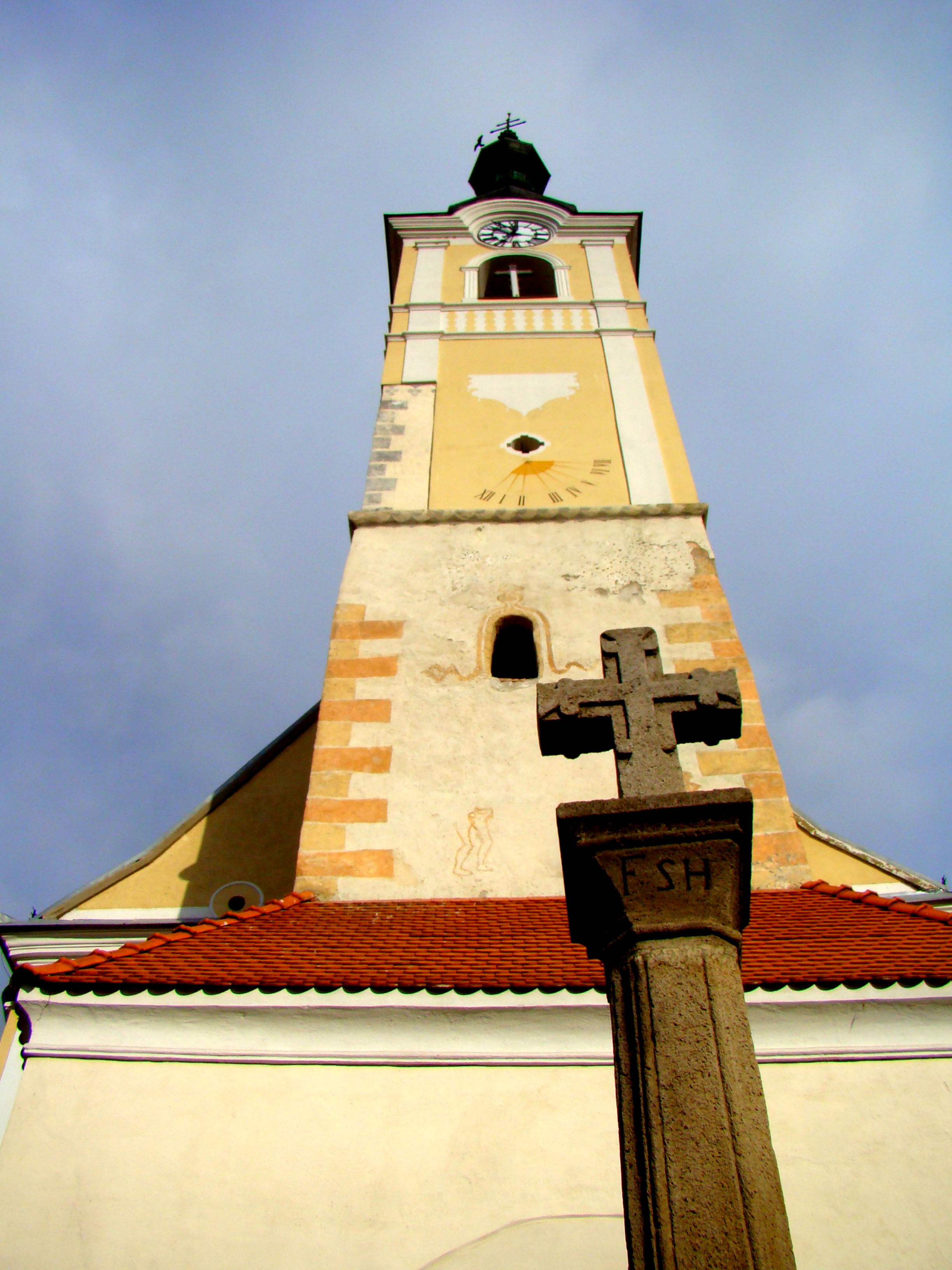
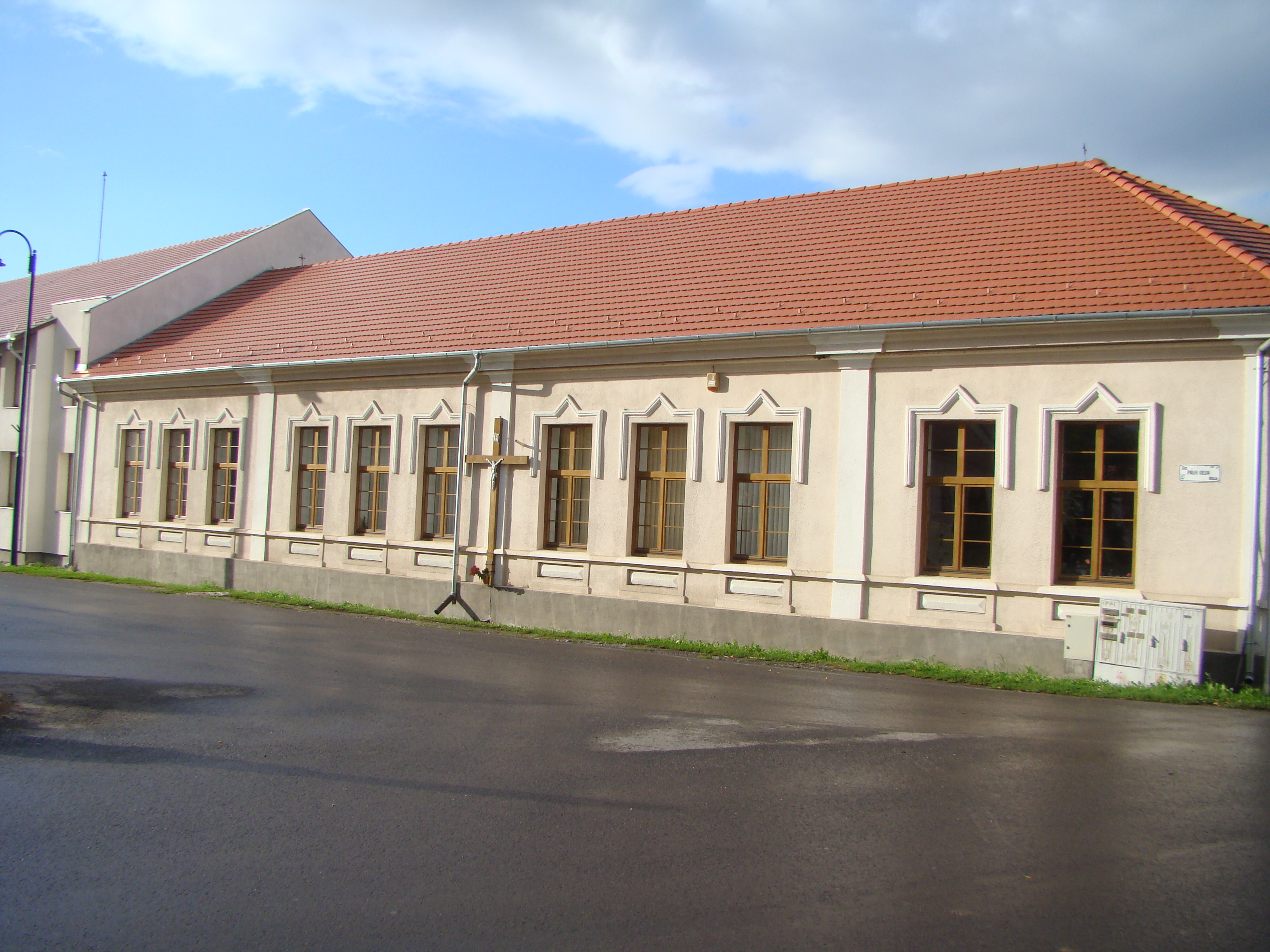
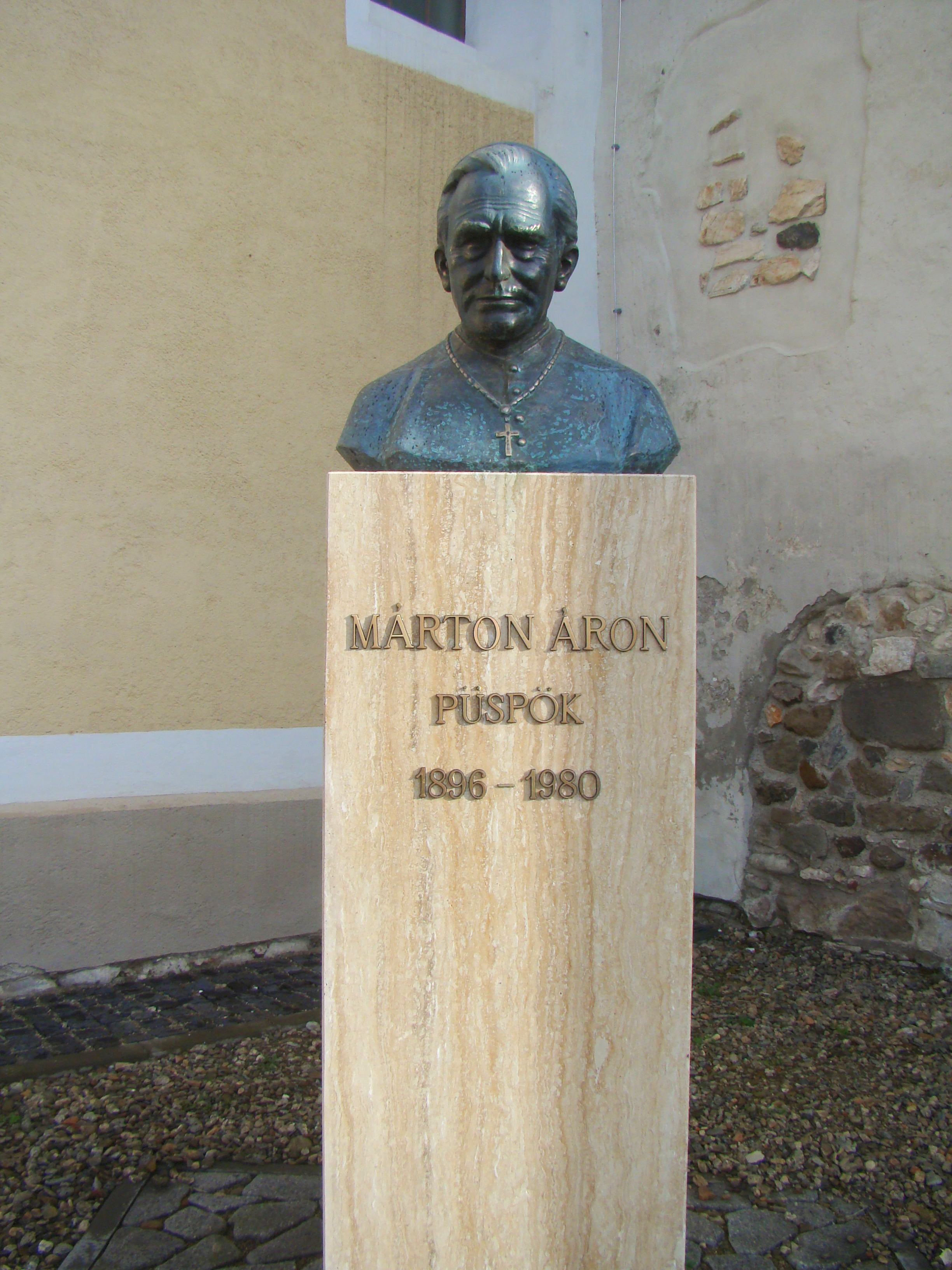
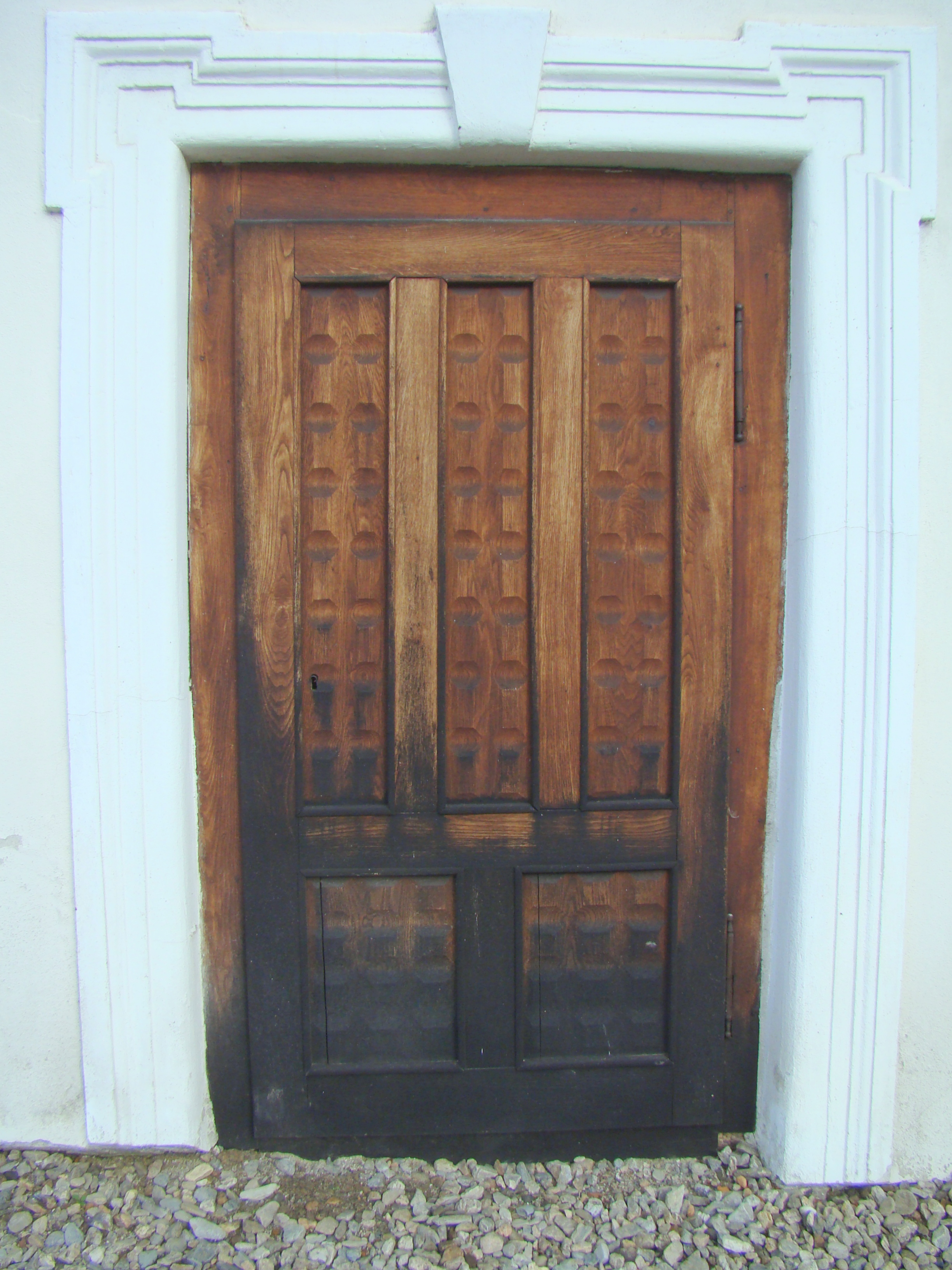
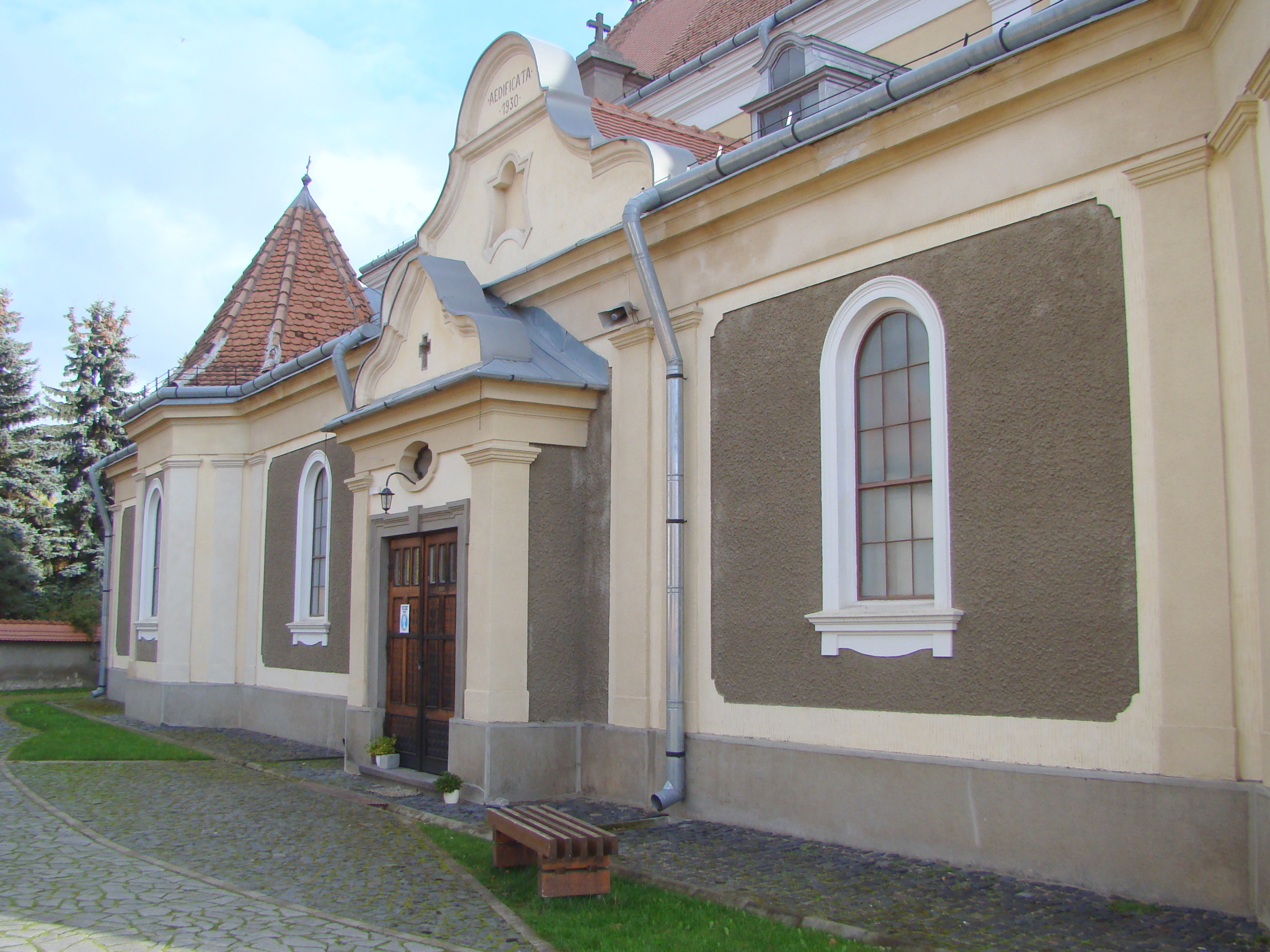
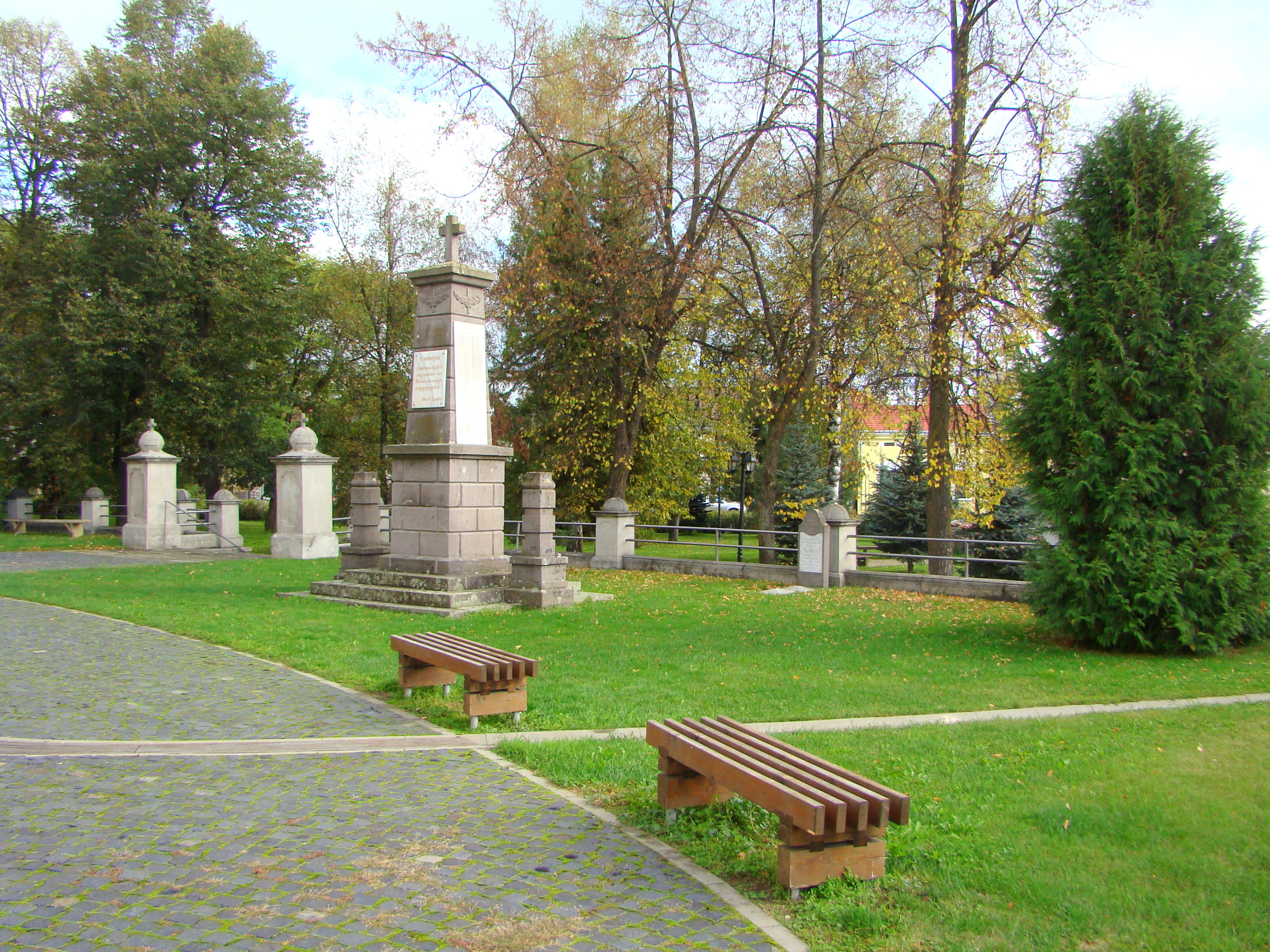
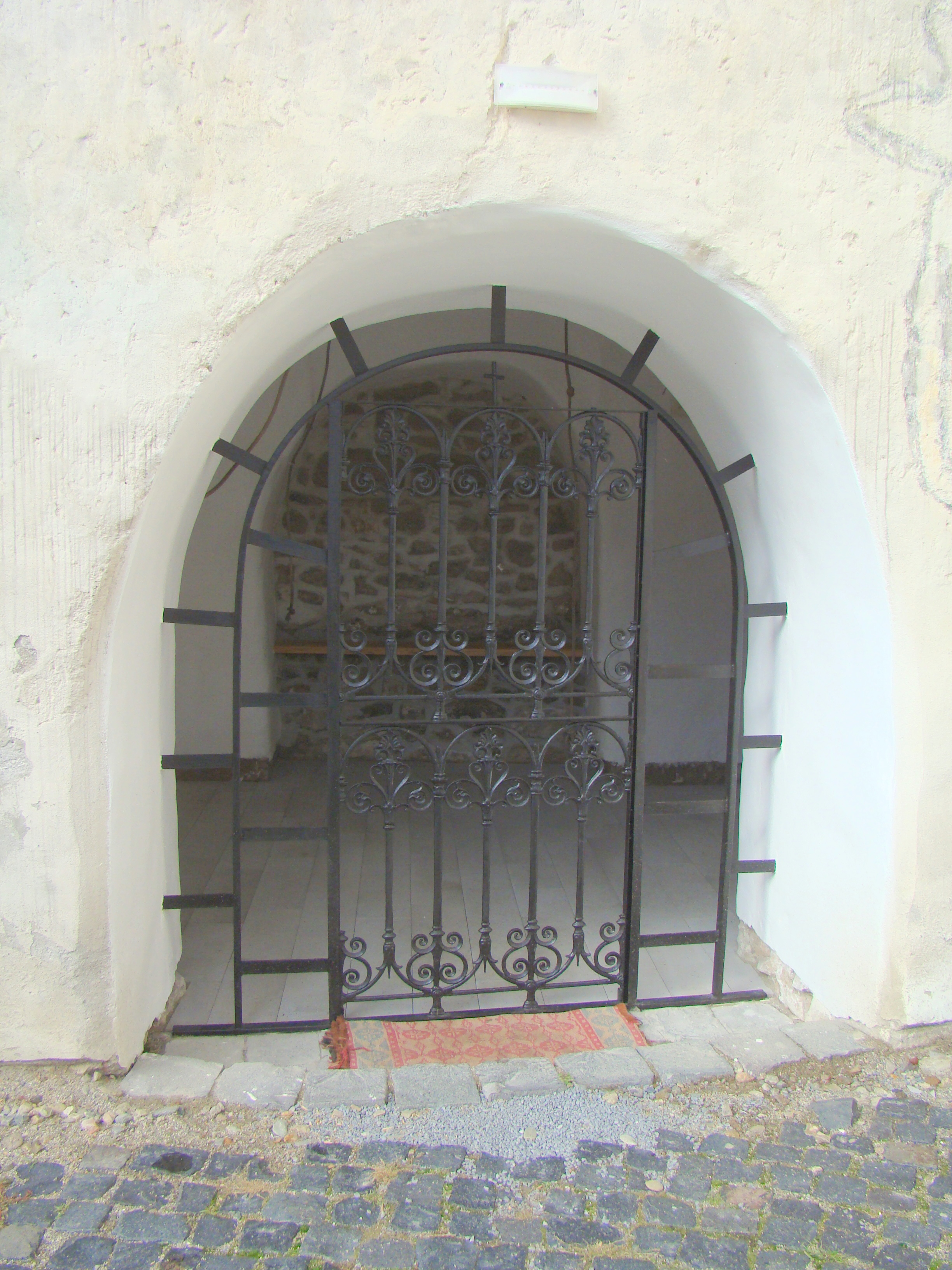
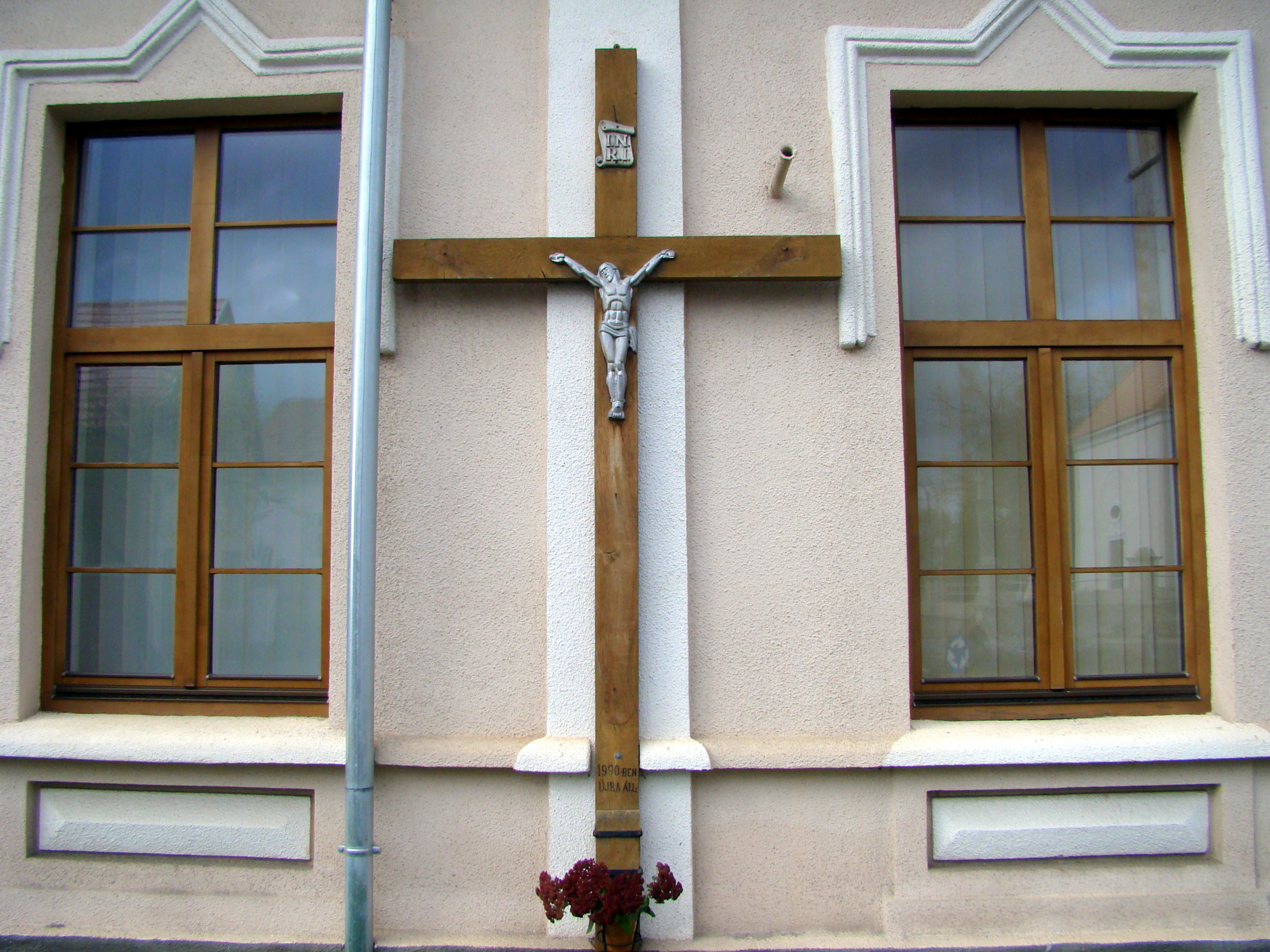
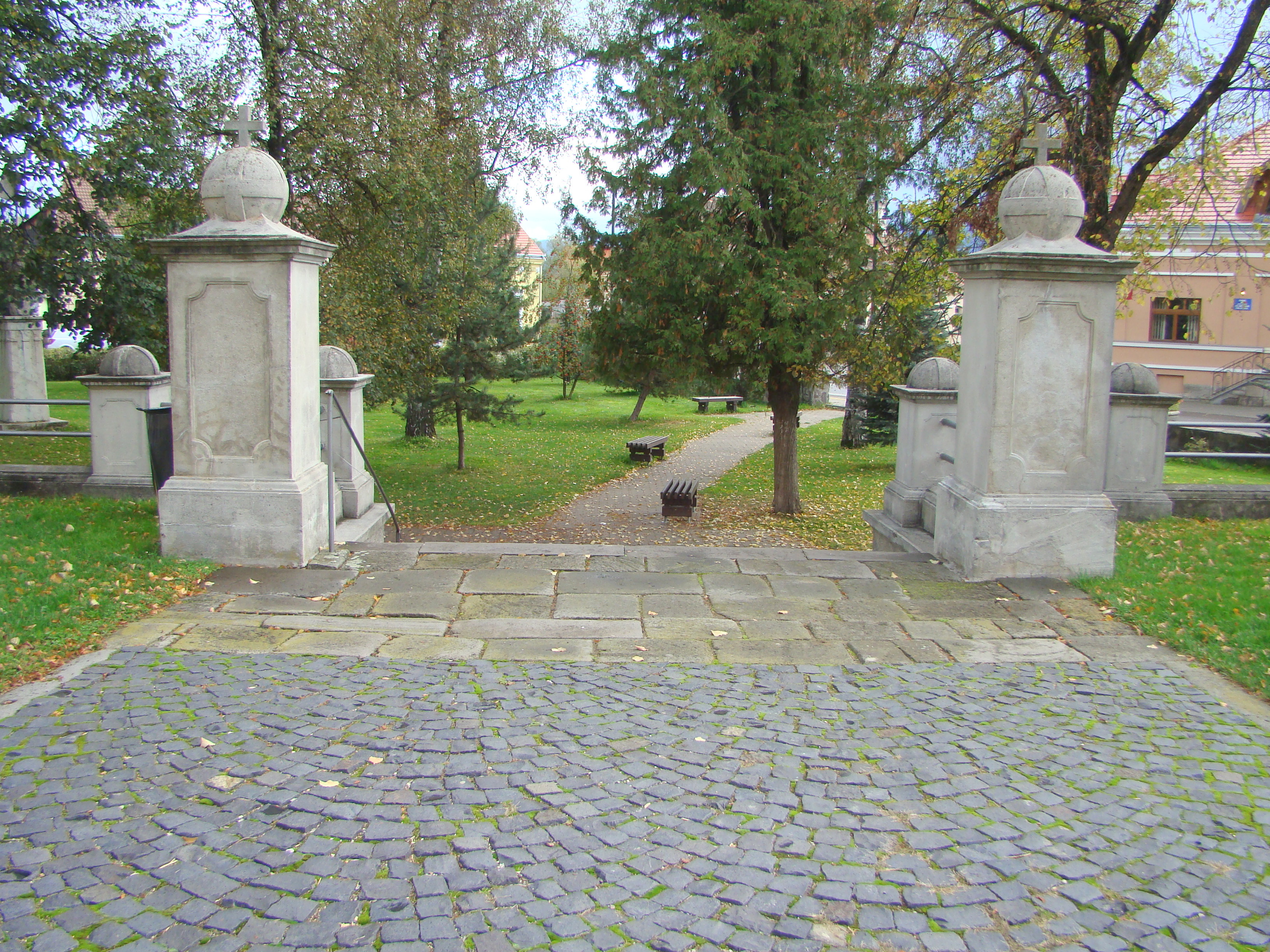
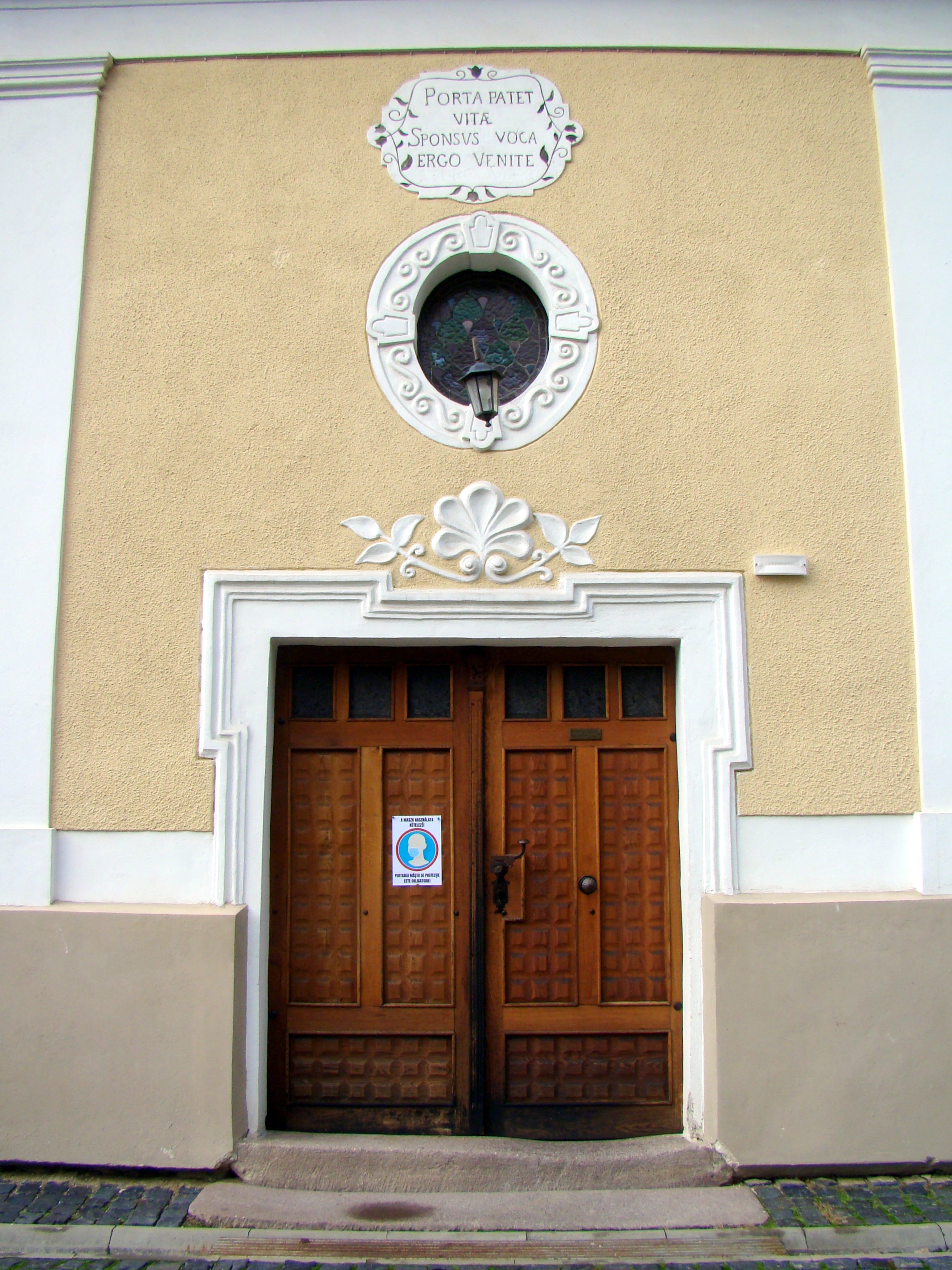
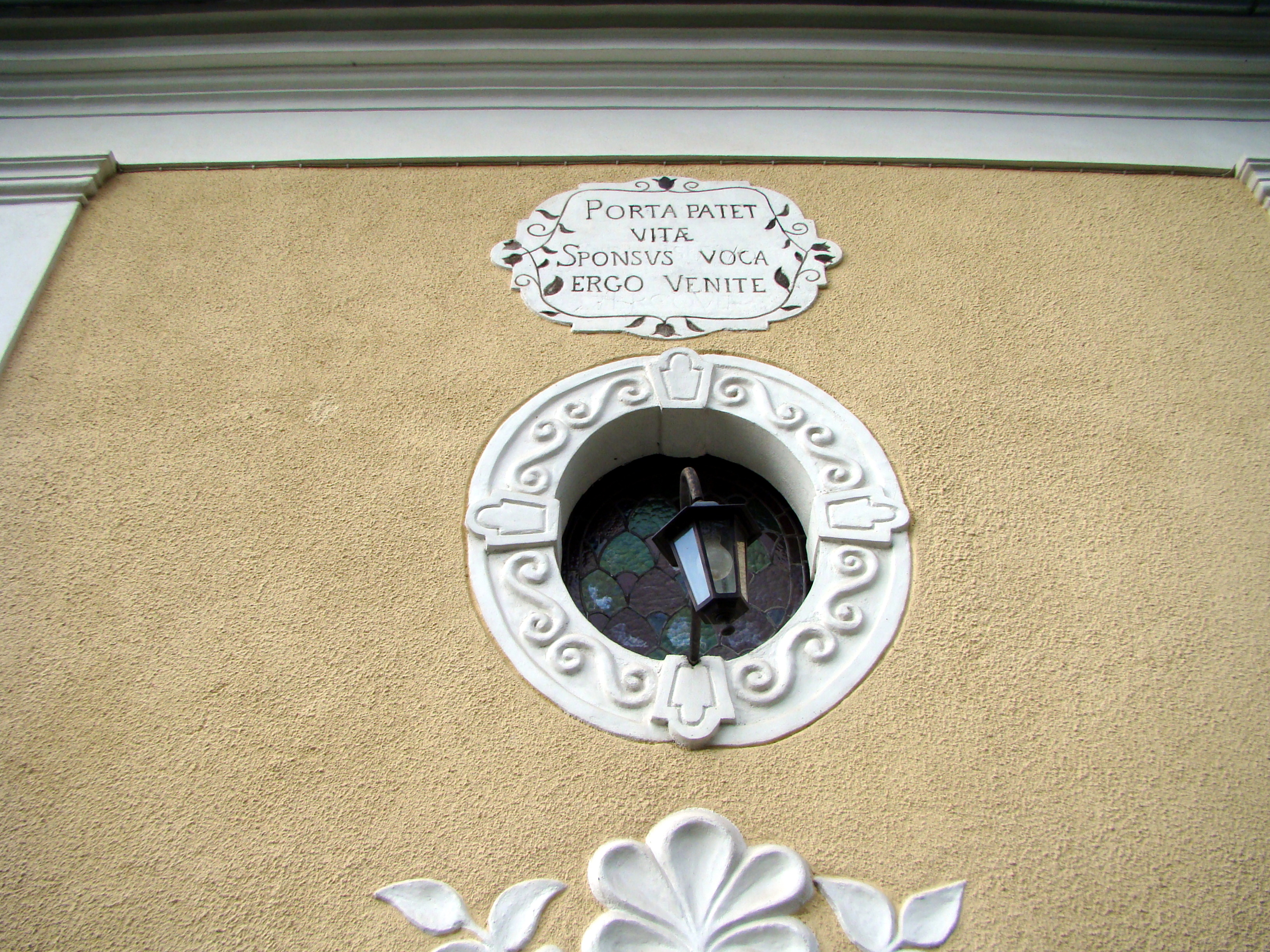
"Ușa vieții e deschisă; cheamă-L pe Mire, apoi vino."
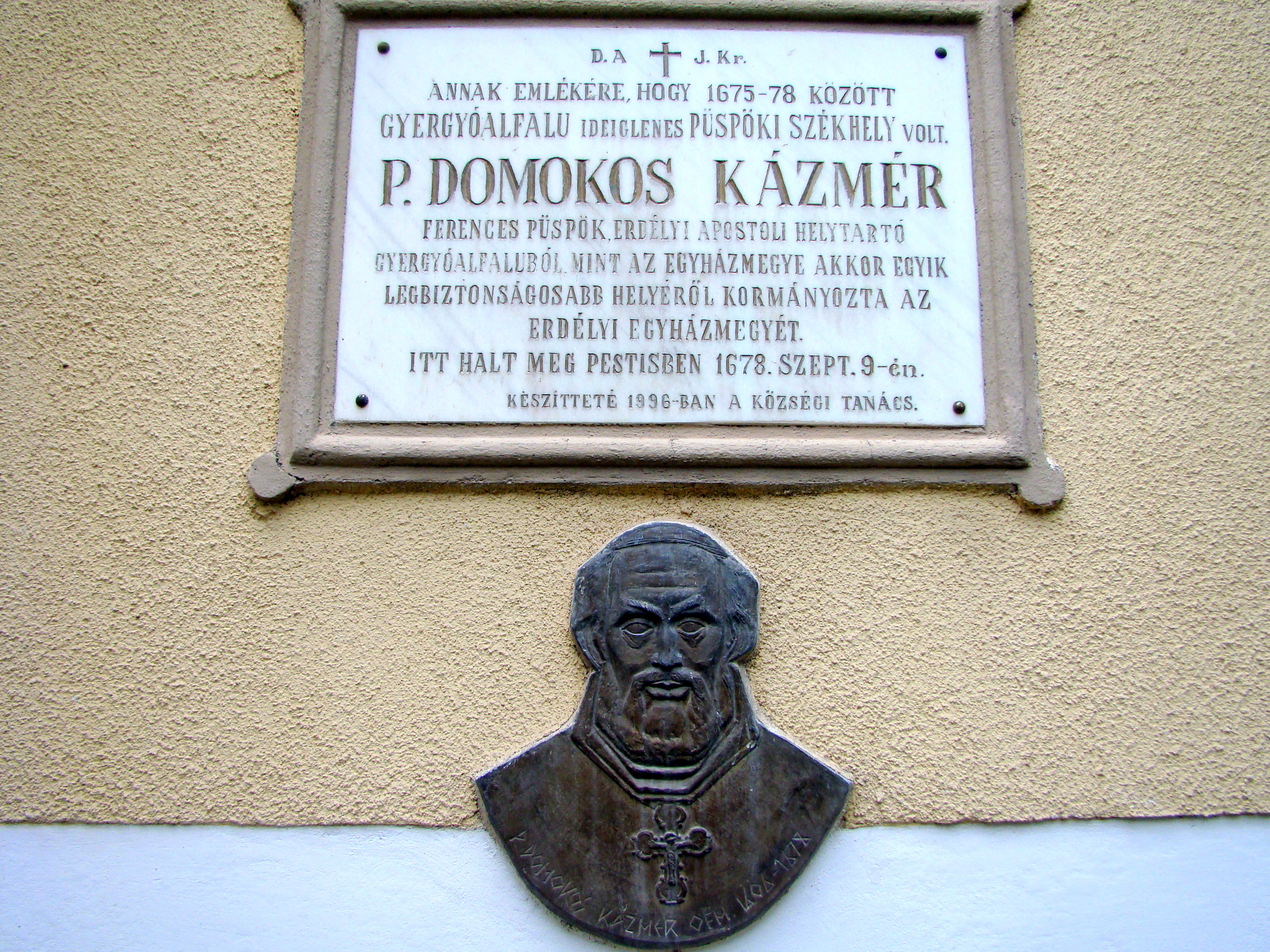
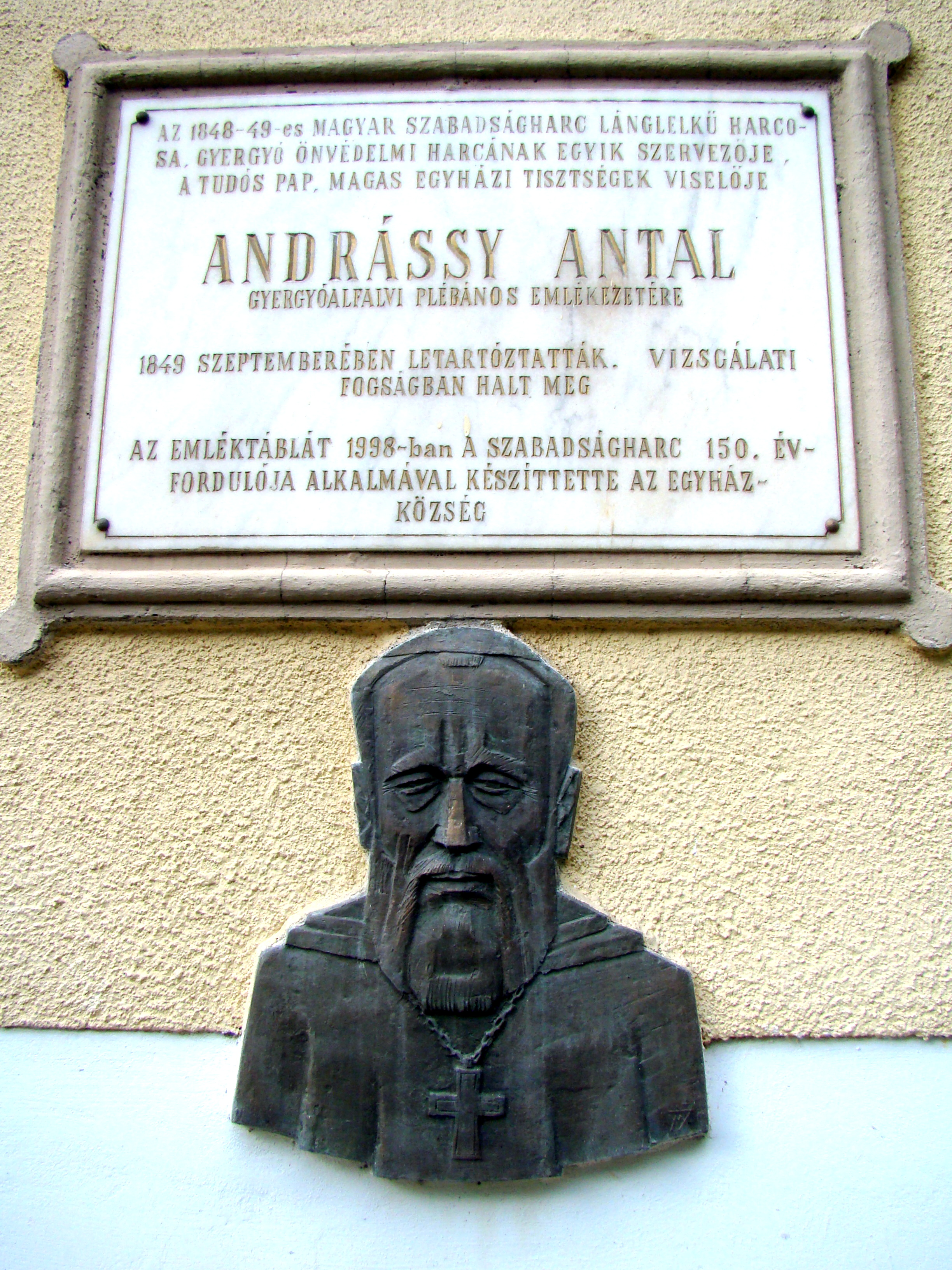
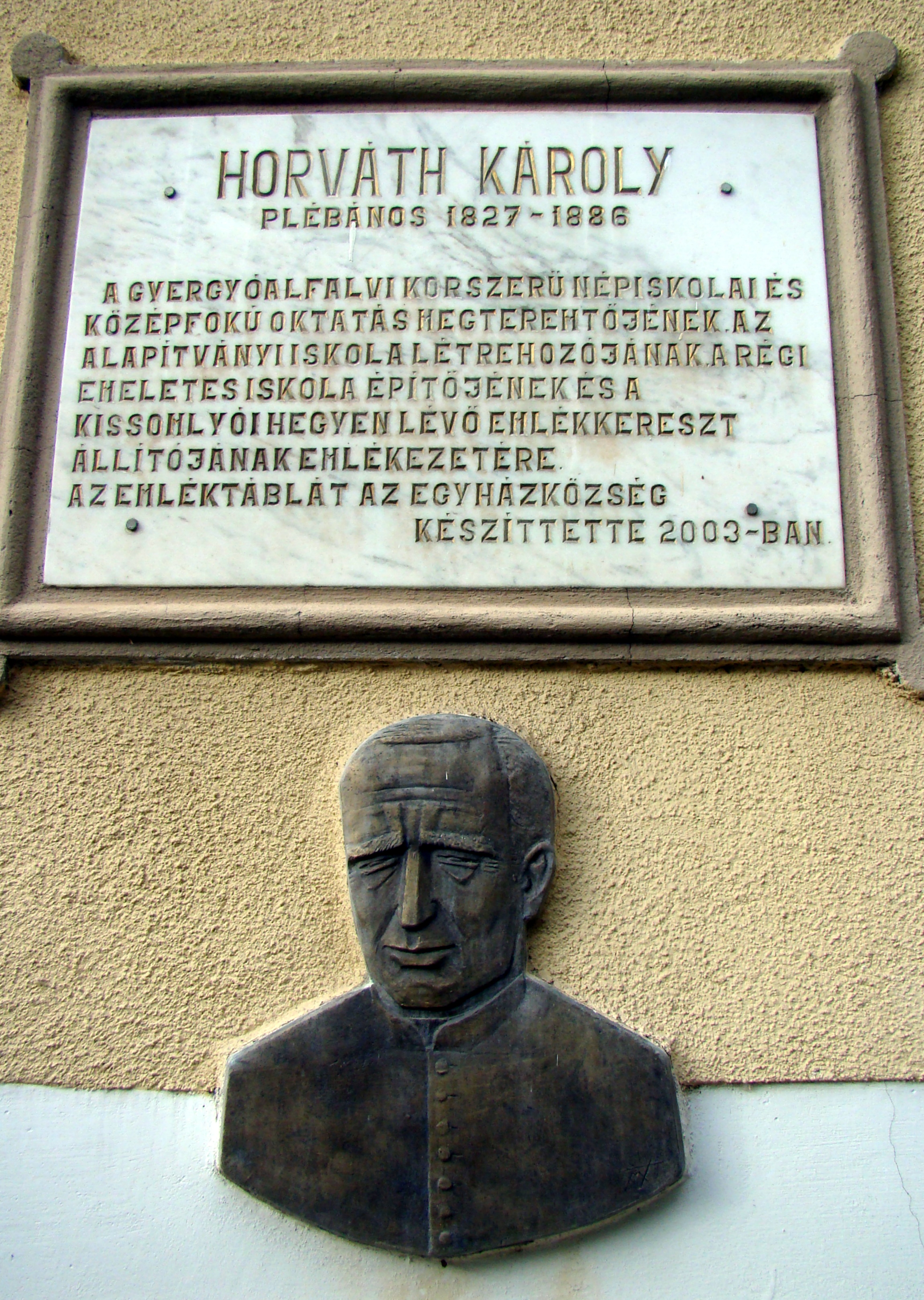
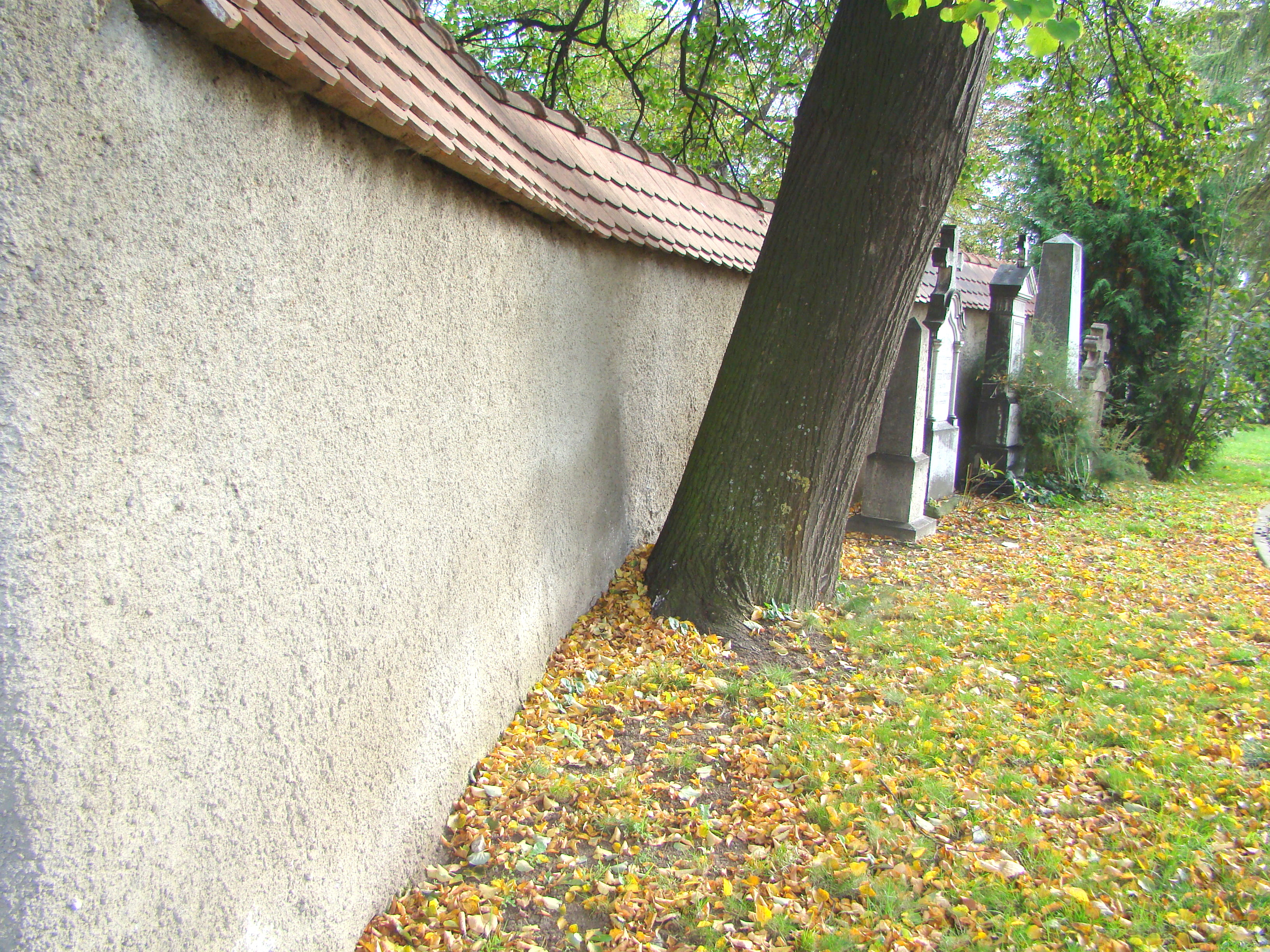
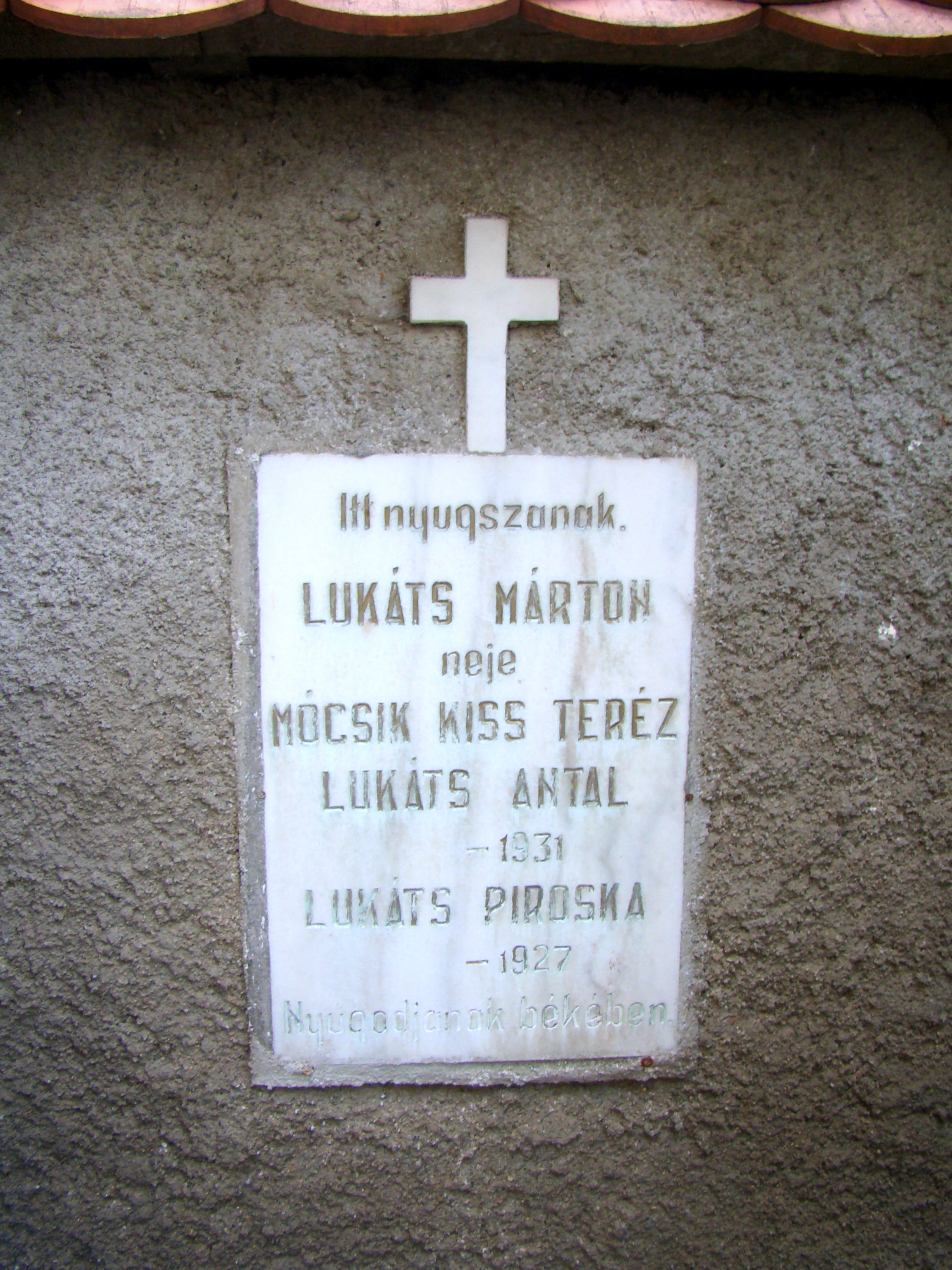
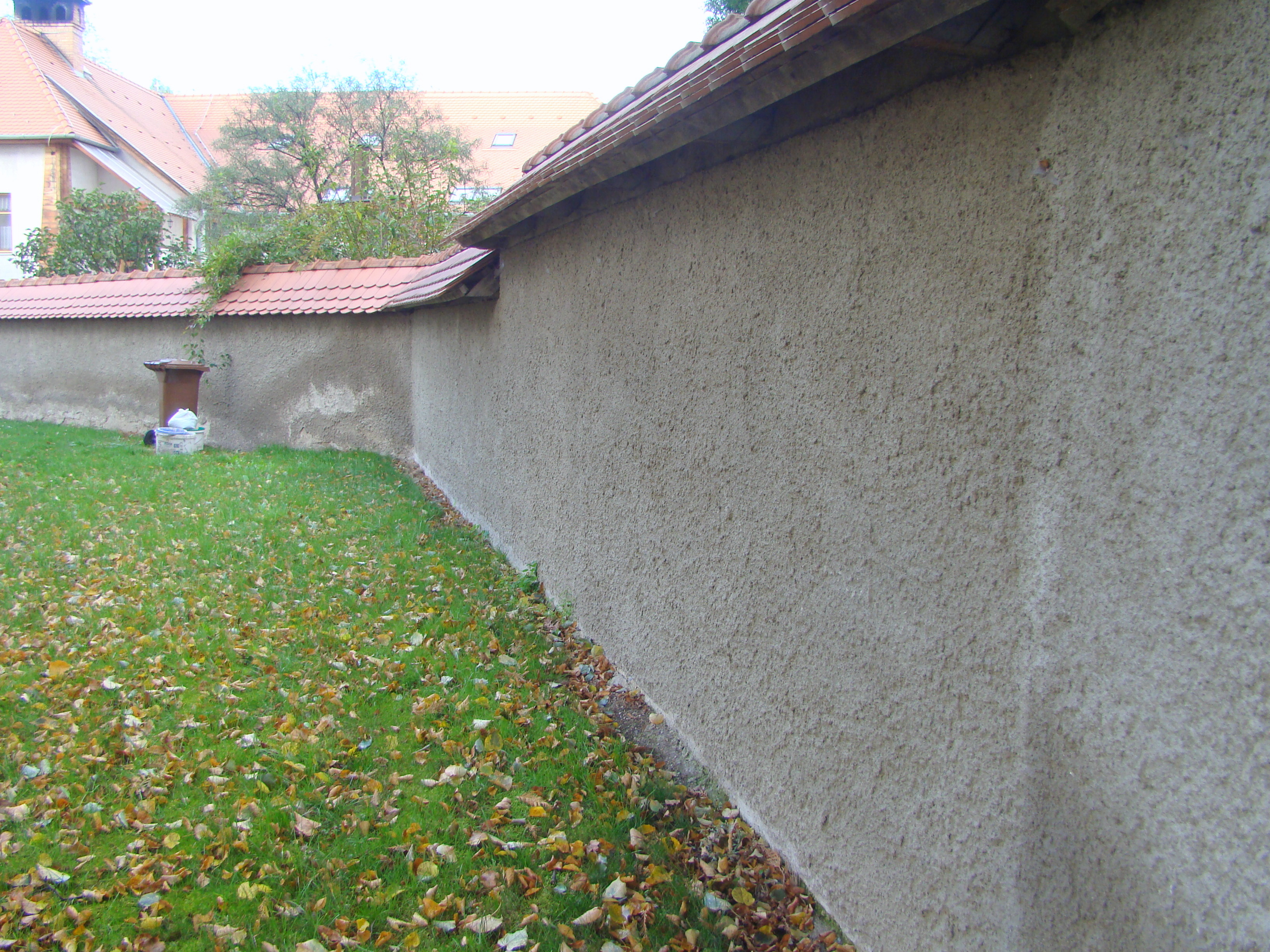
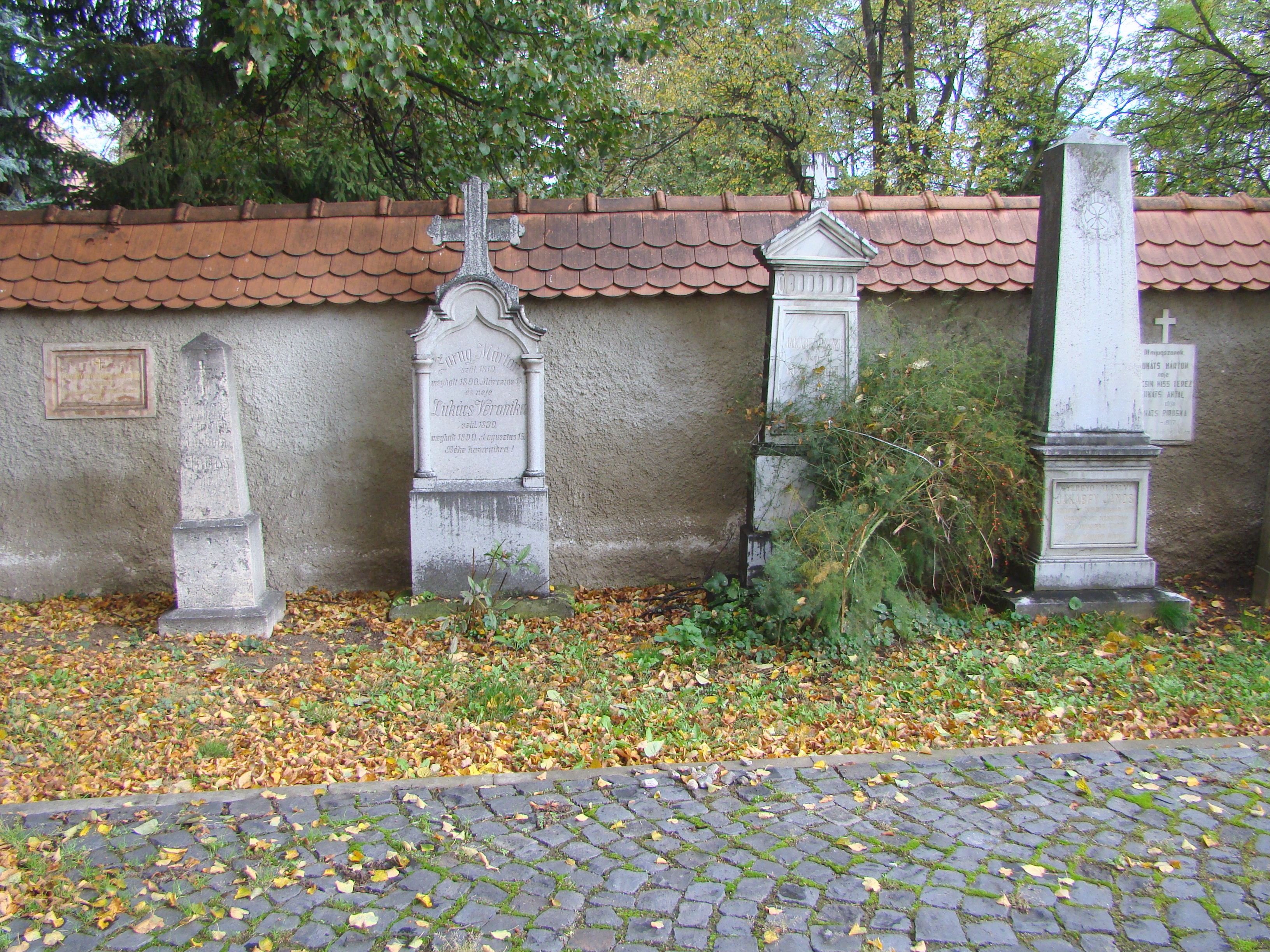
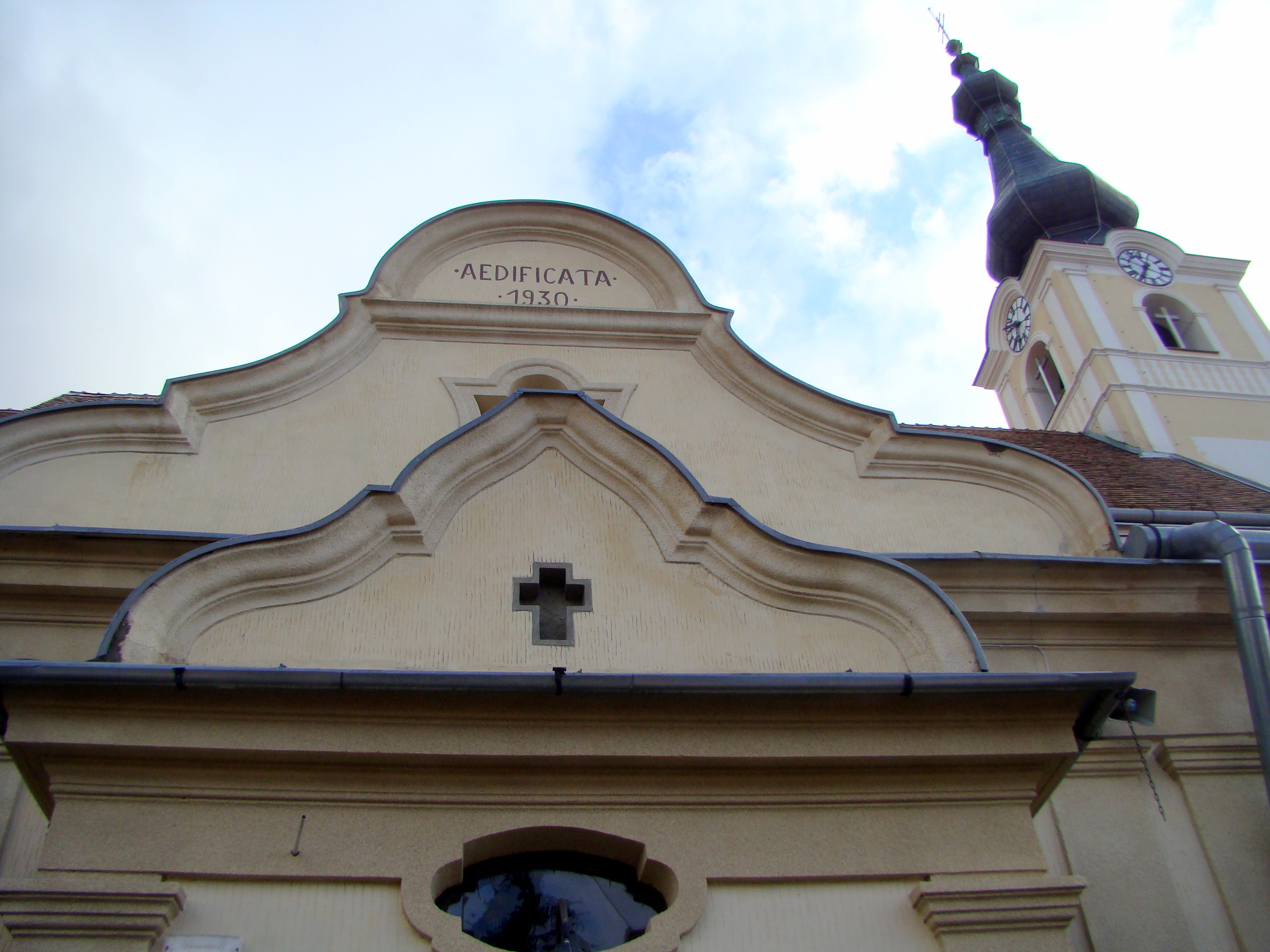
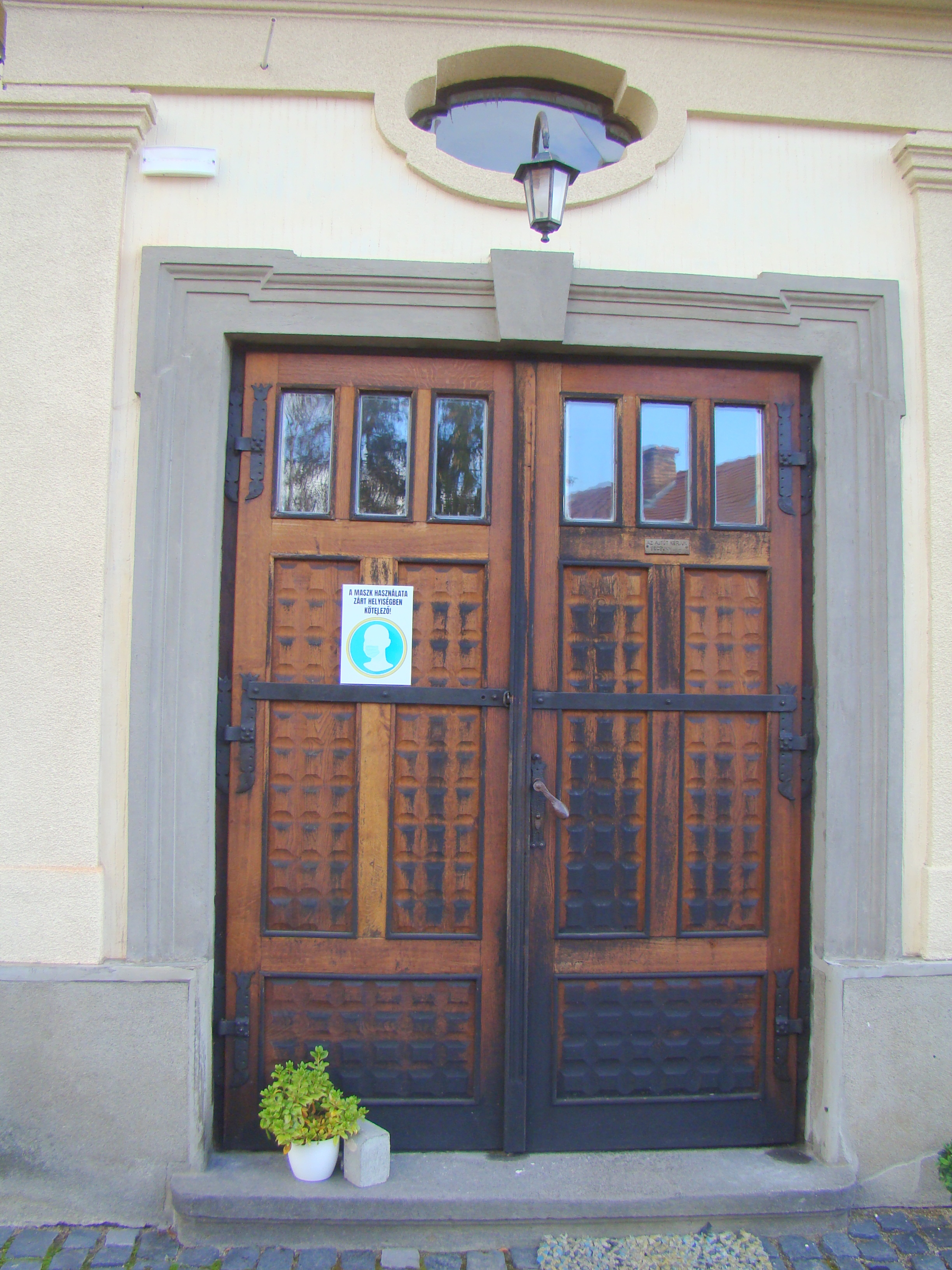
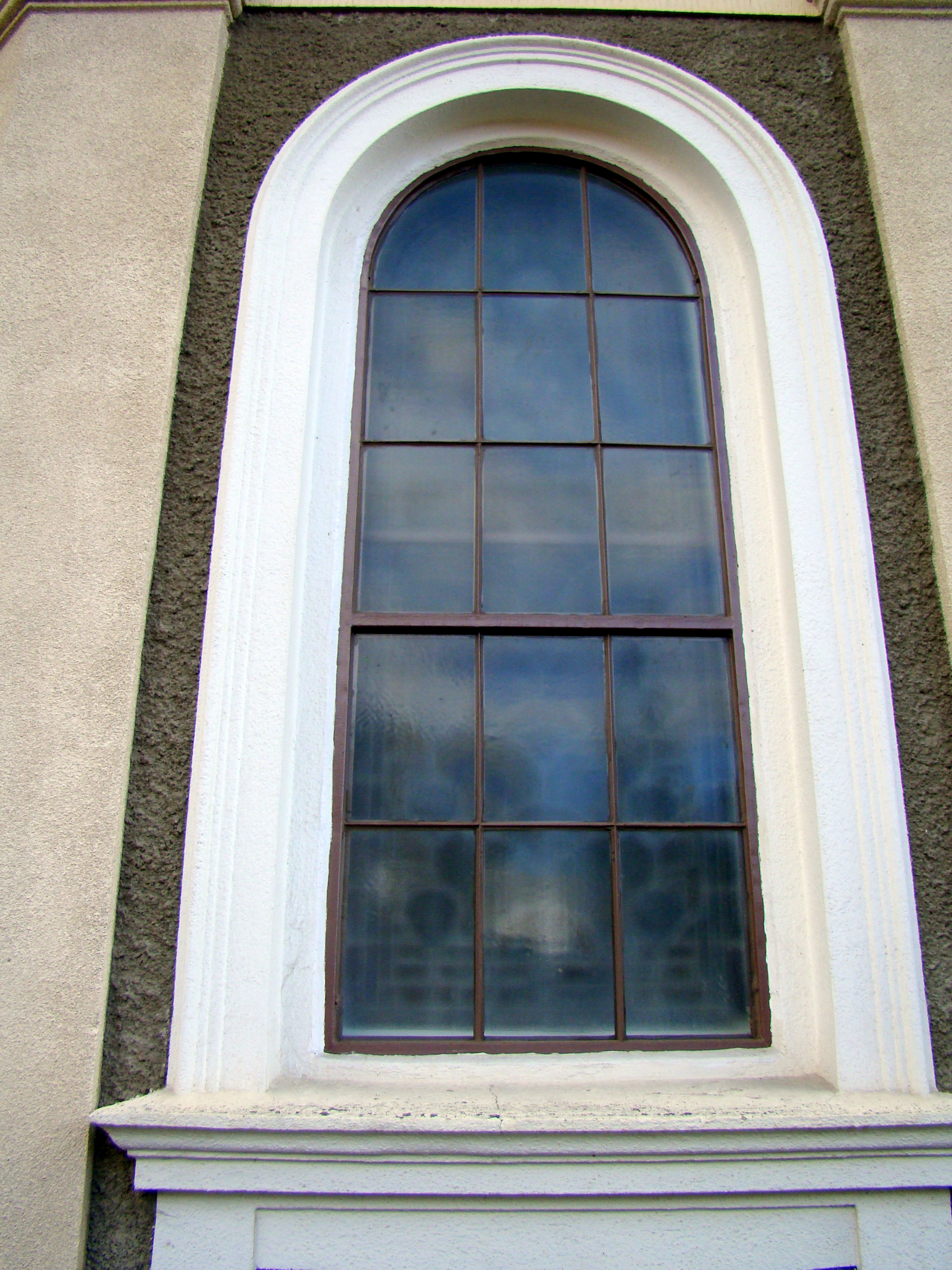
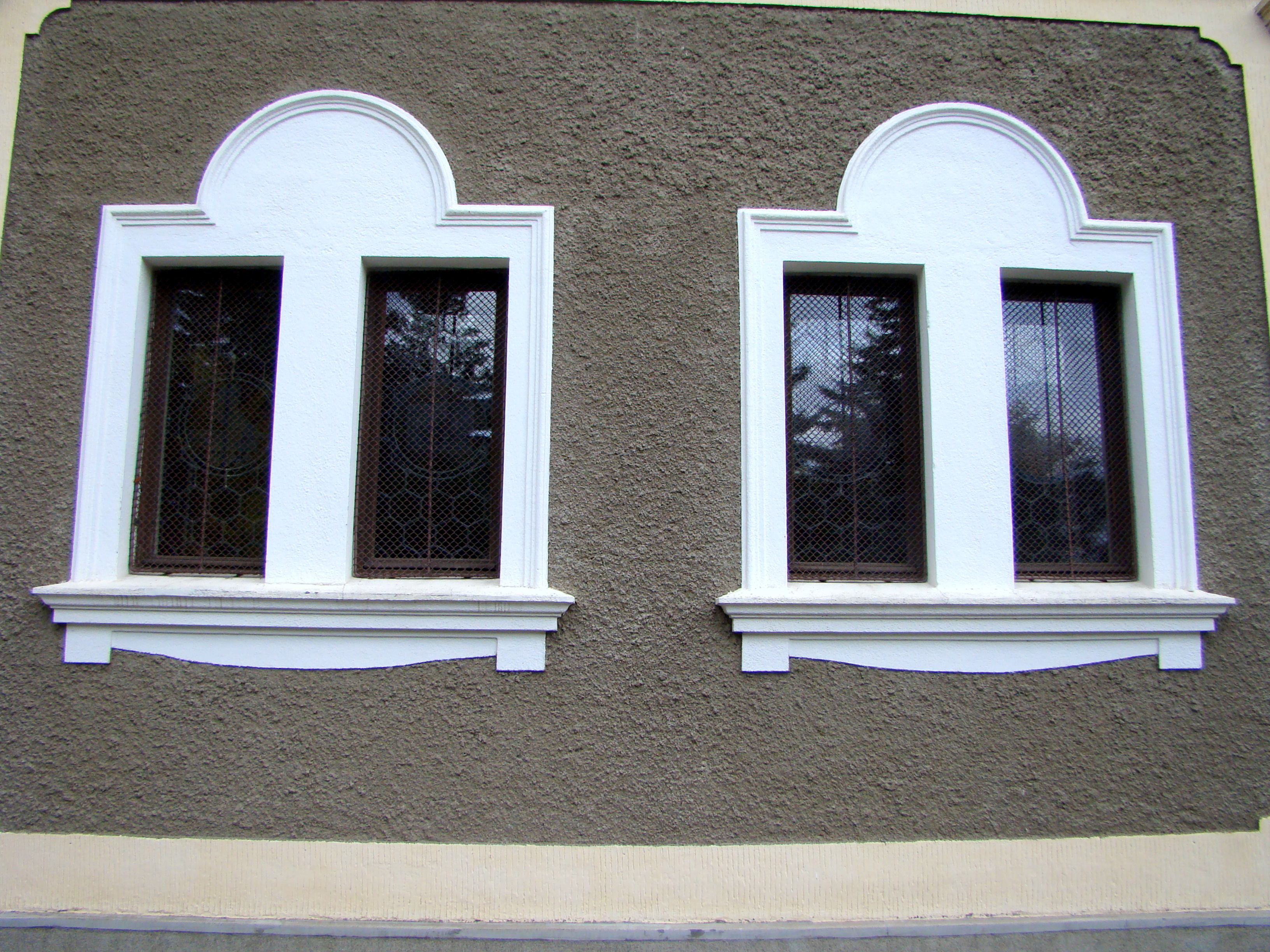
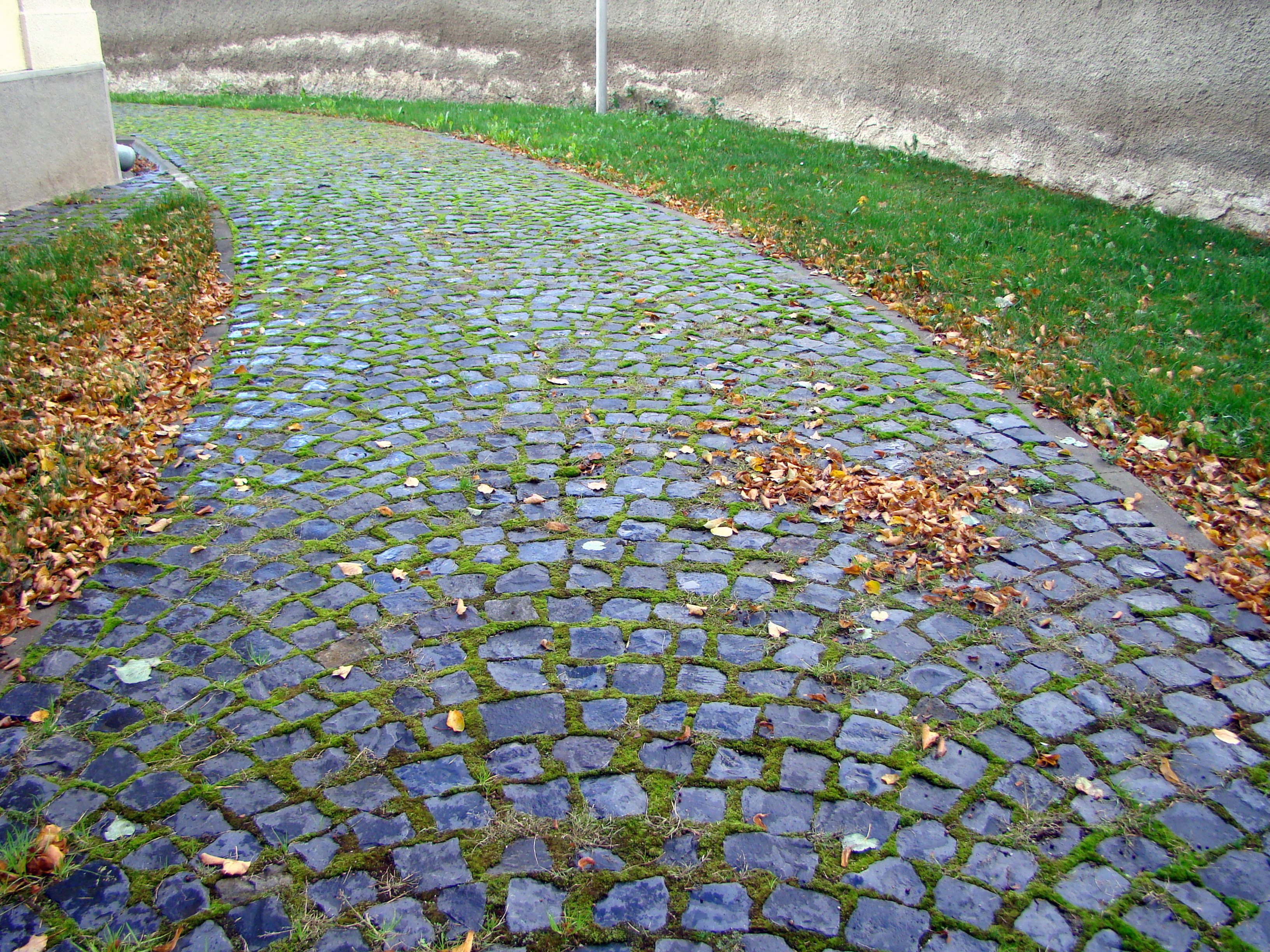
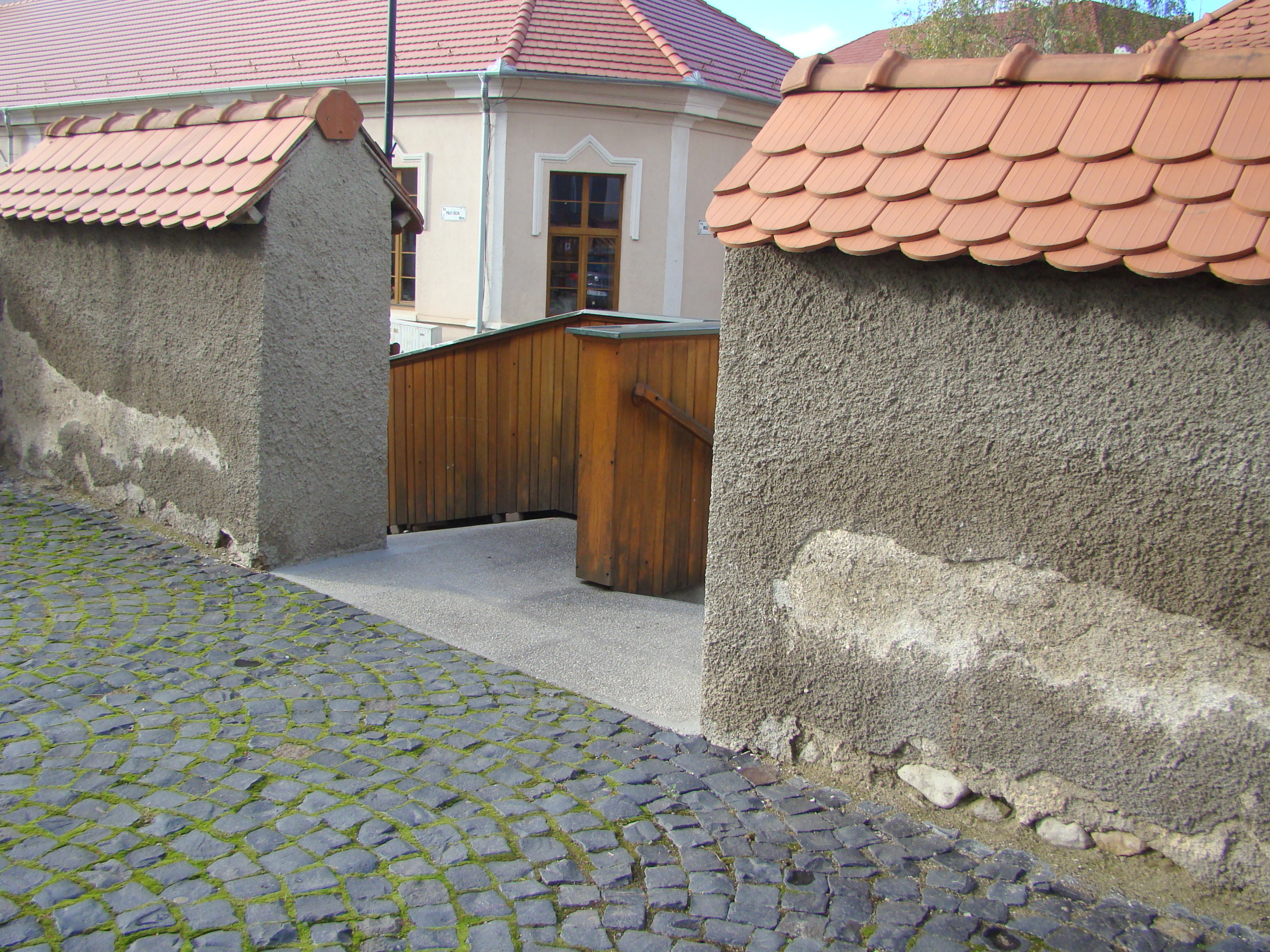
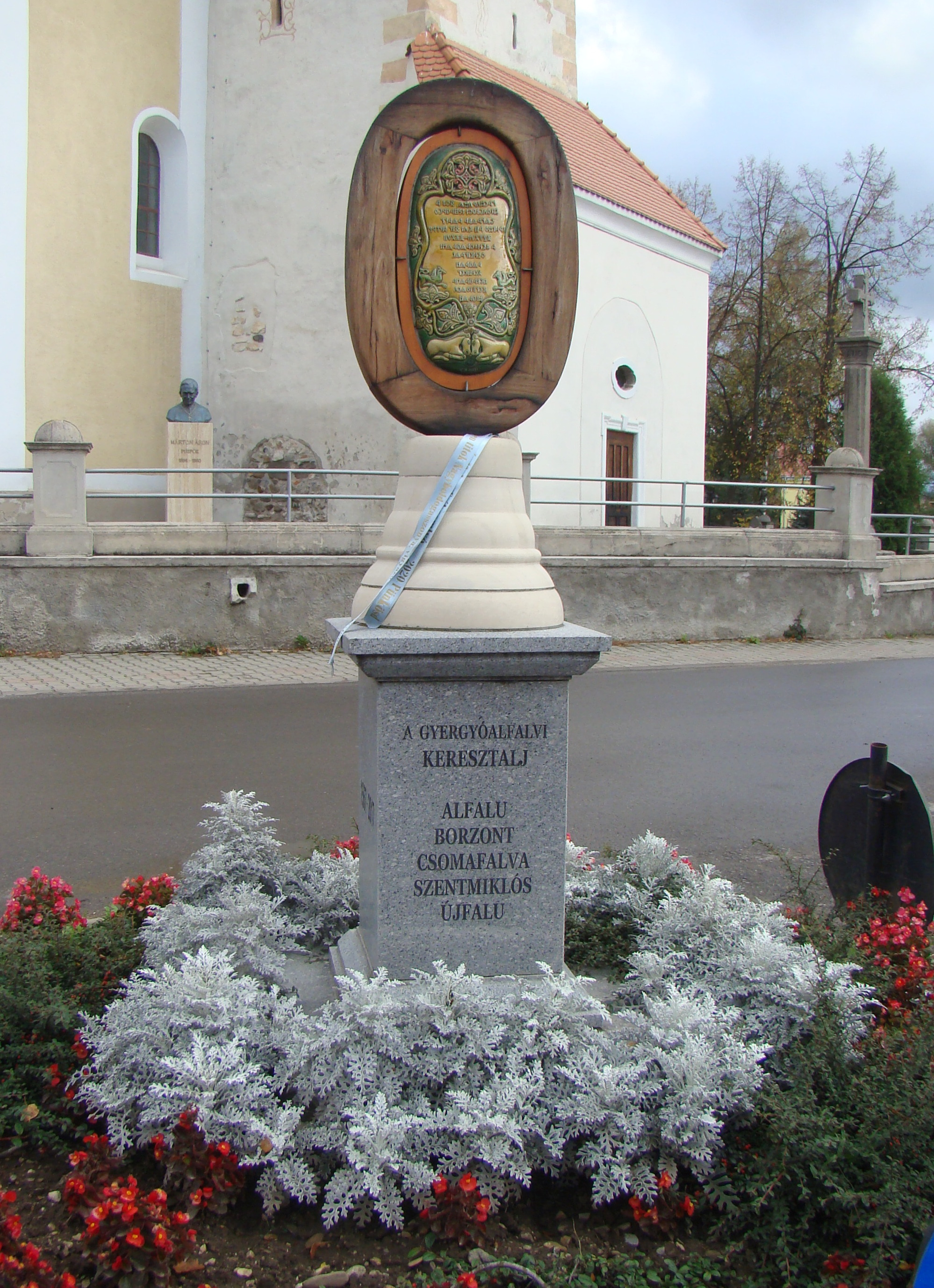
"Crucea comunei Joseni" (și numele satelor de mai jos)
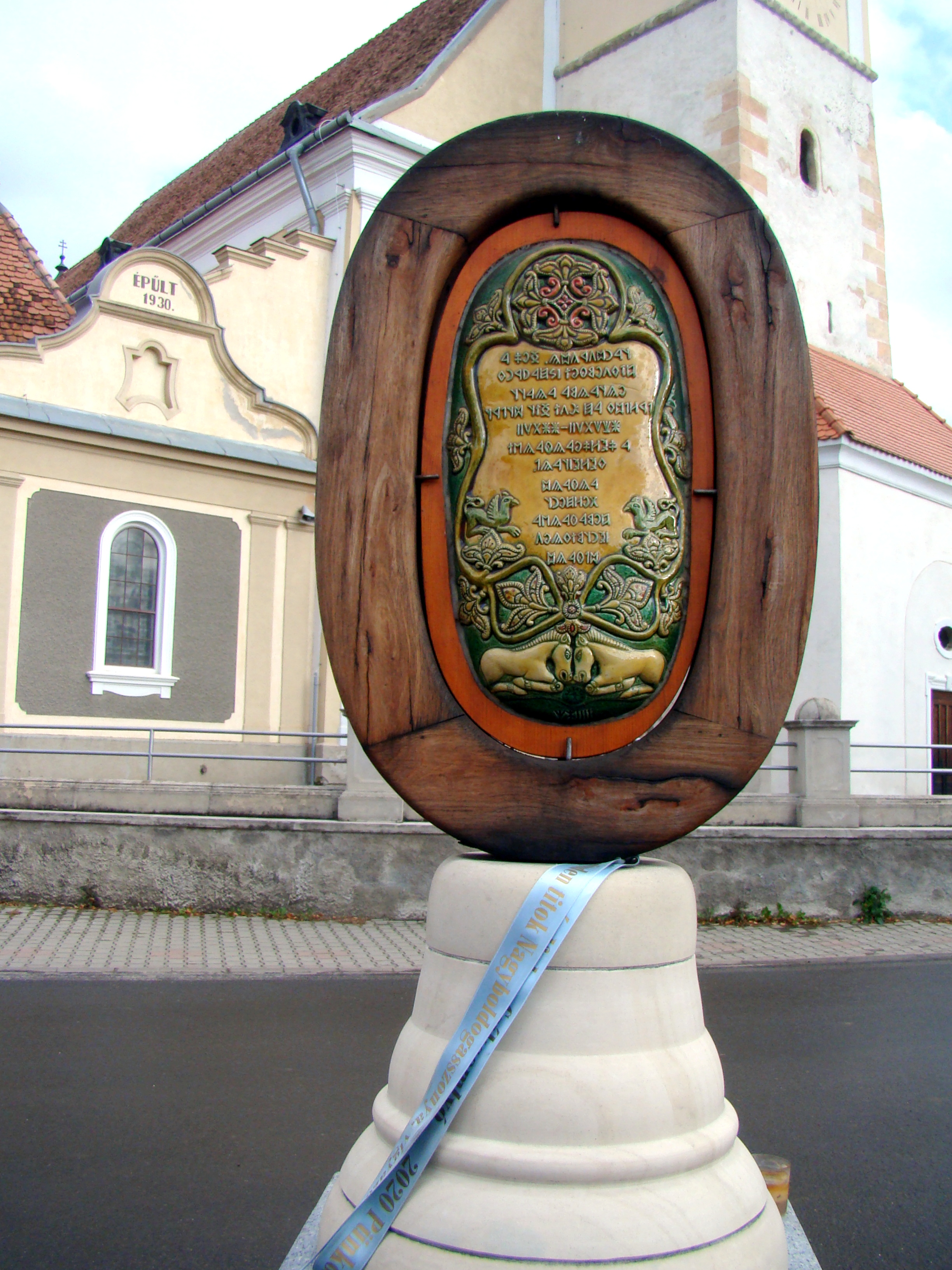
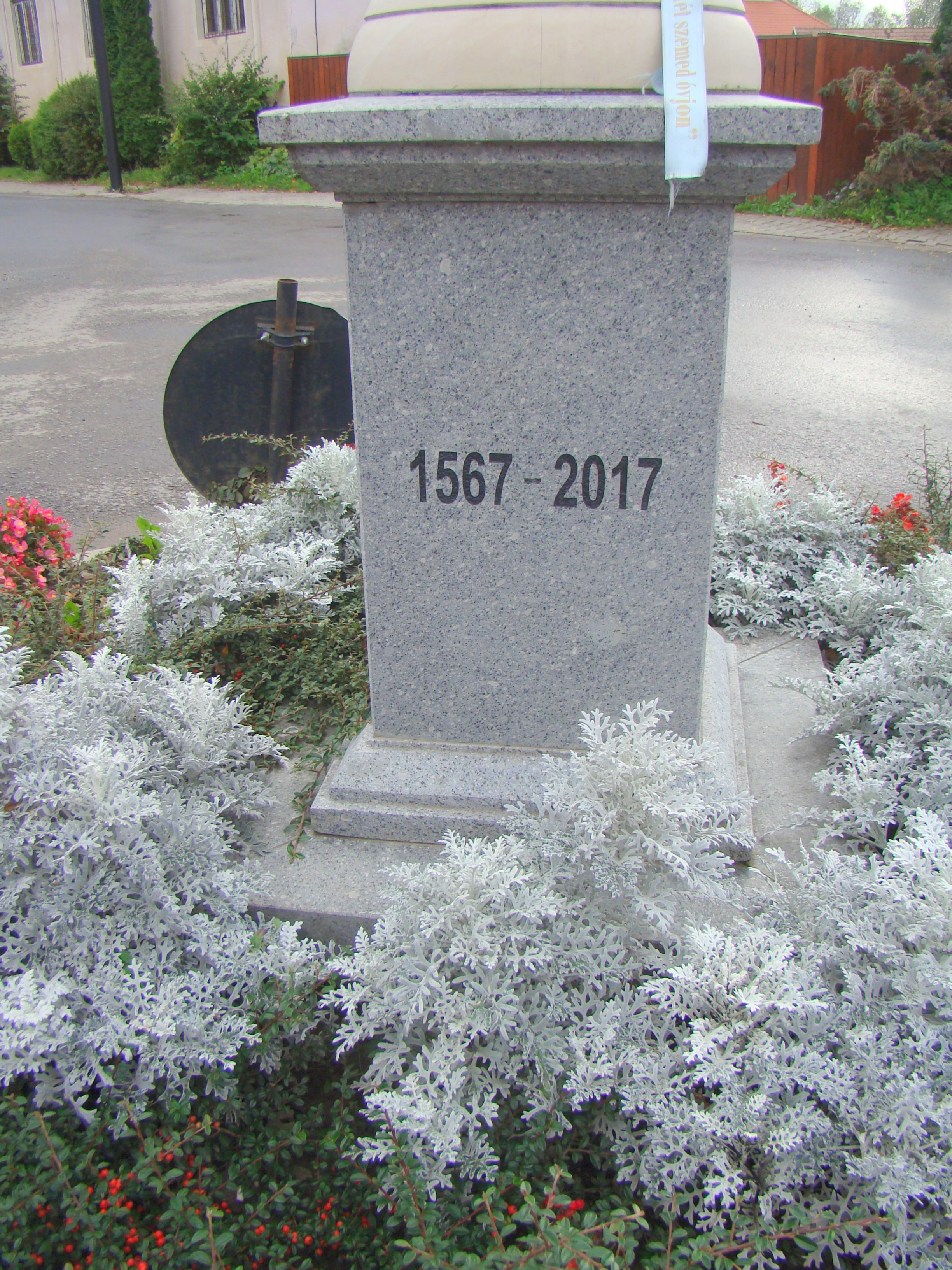
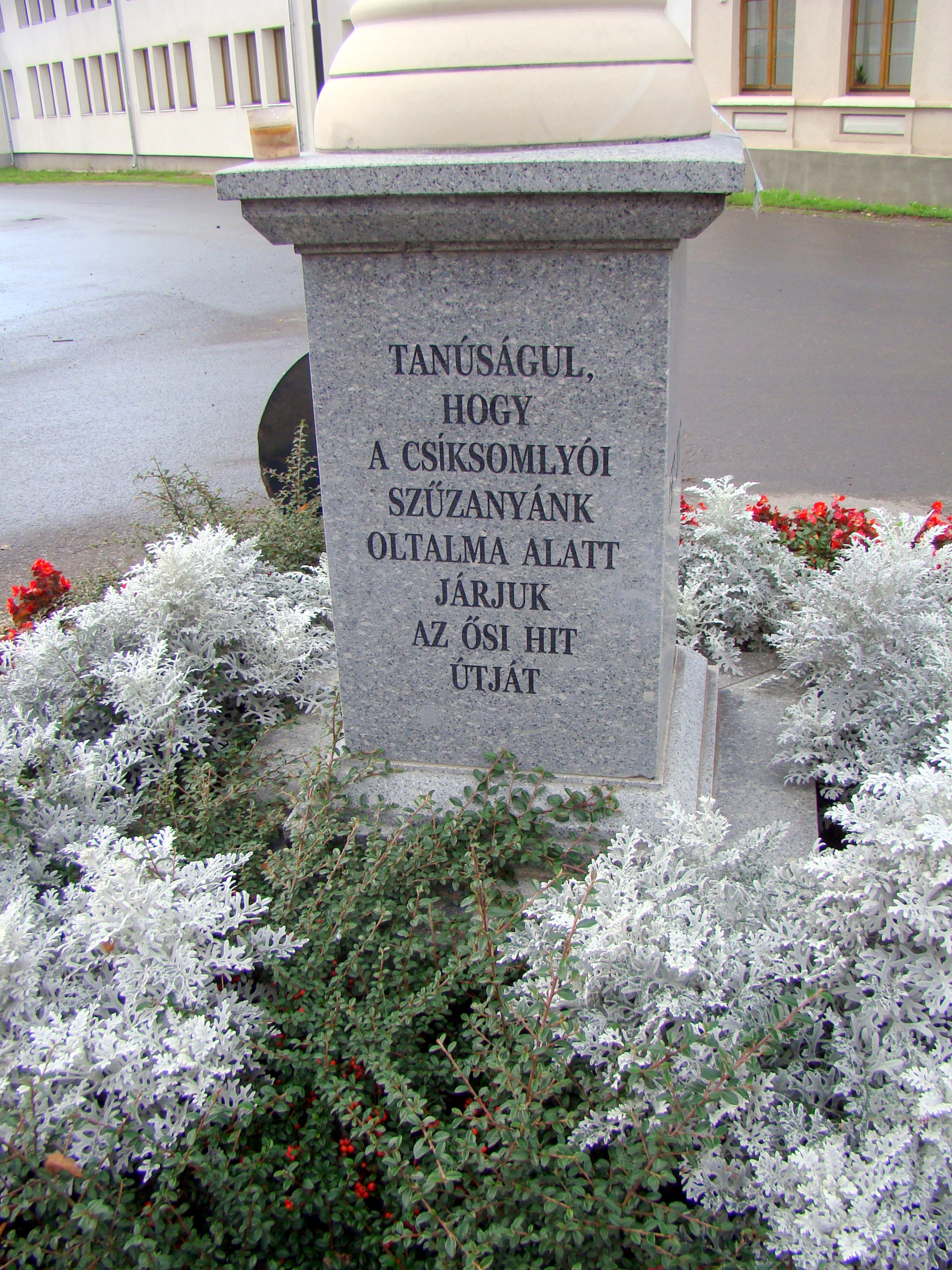
"Învățând să mergem pe calea credinței străvechi, sub protecția Sf. Suzana din Șumuleu Ciuc."